# 中區 (廣島市)
中区（日语：／ Naka ku */?）是位于廣島市中心部的行政區，於1980年（昭和55年）4月1日廣島市升格為政令指定都市時設立，該區同時擔任廣島市、廣島縣、中國地方及中國、四國地方的經濟和行政中樞，區內設有廣島縣廳、廣島市役所與廣島地方裁判所等機關。
位在廣島城附近的基町和上八丁堀地區集中了合同廳舍、廣島縣廳、縣警本部和法院等行政和司法單位，而作為世界遺產原爆圓頂館所在地的大手町同時為廣島市役所所在地。身當廣島市下城 (北美)的紙屋町、八丁堀地區，進駐許多如都市銀行、地方銀行、證券公司及企業分公司等金融及商業機構，而白島地區以作為辦公部門的集中地為主。
位處國道2號以南的舟入、江波、吉島和千田町等地區則為中區的主要住宅區。而江波沖町和南吉島的灣岸地區則成為都市計畫中準工業地區及工業地區的所在地，並於其中聚集了許多的工業廠房。

## 地理

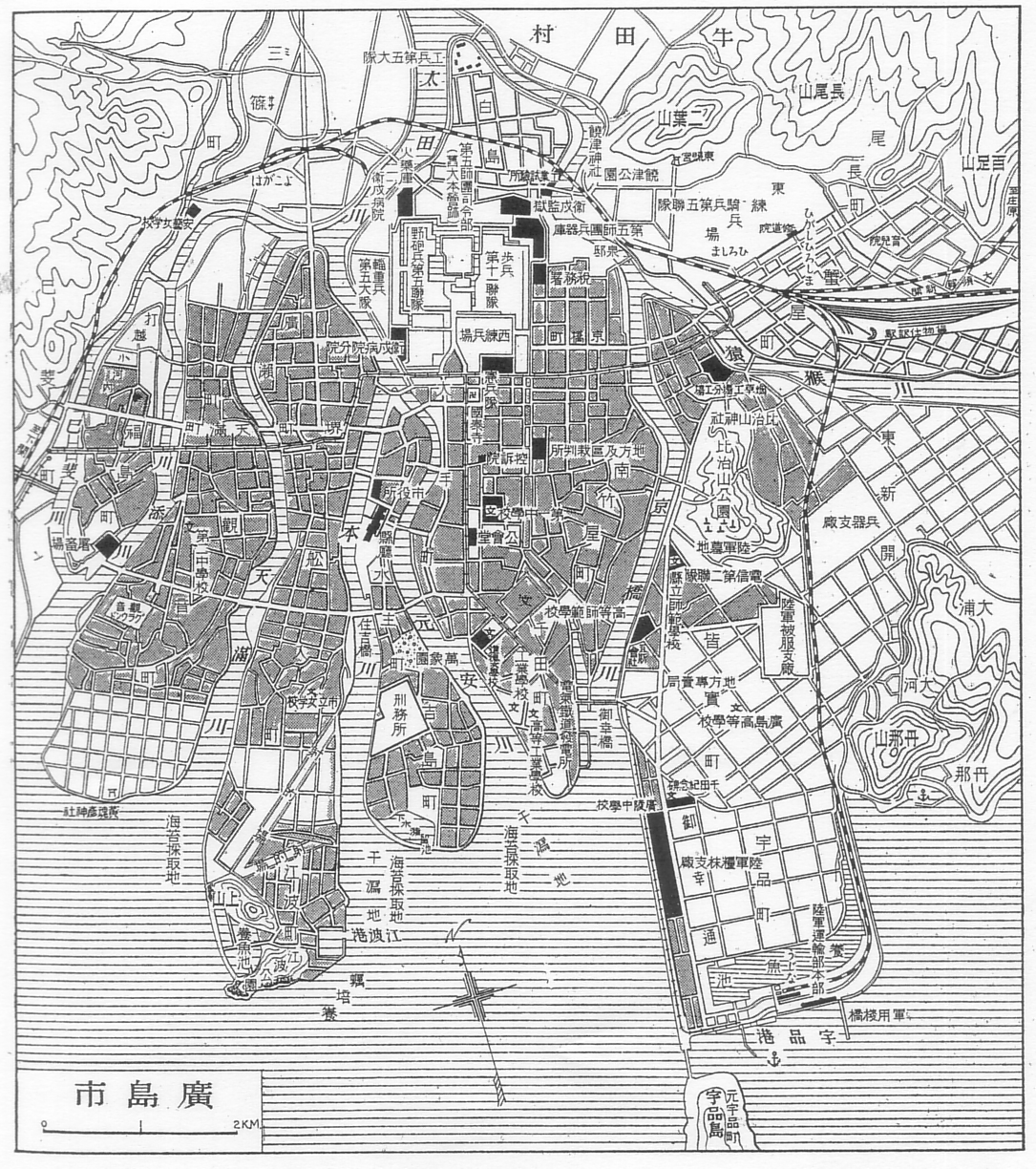
1930年（昭和5年）前後的廣島市地圖，中間的大島和左邊的兩個島對應著現在的中區，而鄰近吉島和江波海岸地區附近的南區出島尚未進行開墾。

### 地勢
該區位處於太田川下游的三角洲地帶由三個沙州所構成，區內除了江波山和江波皿山附近外，其他地區多為平坦的河口平原，並有許多橋梁用以聯絡各區域，且因屢次的填海而使得區劃面積有所增加。

### 地形

#### 山地
- 江波山
- 江波皿山

#### 河川
- 太田川水系
  - 天滿川
  - 旧太田川，亦稱為本川
  - 元安川
  - 京橋川
  - 猿猴川

## 地域

### 町
| - 榎町（えのまち） - 江波沖町（えばおきまち） - 江波榮町（えばさかえまち） - 江波西（えばにし）1～2丁目 - 江波二本松（えばにほんまつ）1～2丁目 - 江波東（えばひがし）1～2丁目 - 江波本町（えばほんまち） - 江波南（えばみなみ）1～3丁目 - 胡町（えびすちょう） - 大手町（おおてまち）1～5丁目 - 加古町（かこまち） - 銀山町（かなやまちょう） - 上幟町（かみのぼりちょう） - 上八丁堀（かみはっちょうぼり） - 紙屋町（かみやちょう・はっちょうぼり）1～2丁目 - 河原町（かわらまち） - 小網町（こあみちょう） - 光南（こうなん）1～6丁目 - 國泰寺町（こくたいじまち）1～2丁目 - 小町（こまち） - 堺町（さかいまち） - 昭和町（しょうわまち） - 新天地（しんてんち） - 住吉町（すみよしちょう） - 千田町（せんだまち）1～3丁目 - 寶町（たからまち） | - 竹屋町（たけやちょう） - 立町（たてまち） - 田中町（たなかまち） - 鶴見町（つるみちょう） - 鐵砲町（てっぽうちょう） - 寺町（てらまち） - 十日市町（とうかいちまち）1～2丁目 - 土橋町（どはしちょう） - 中島町（なかじまちょう） - 中町（なかまち） - 流川町（ながれかわちょう） - 西川口町（にしかわぐちちょう） - 西十日市町（にしとうかいちまち） - 西白島町（にしはくしまちょう） - 西平塚町（にしひらつかちょう） - 猫屋町（ねこやちょう） - 幟町（のぼりちょう） - 白島北町（はくしまきたまち） - 白島九軒町（はくしまくけんちょう） - 白島中町（はくしまなかまち） - 羽衣町（はごろもちょう） - 橋本町（はしもとちょう） - 八丁堀（はっちょうぼり） - 東千田町（ひがしせんだまち） - 東白島町（ひがしはくしまちょう） - 東平塚町（ひがしひらつかちょう） | - 平野町（ひらのまち） - 廣瀨北町（ひろせきたまち） - 廣瀨町（ひろせまち） - 袋町（ふくろまち） - 富士見町（ふじみちょう） - 舟入川口町（ふないりかわぐちちょう） - 舟入幸町（ふないりさいわいちょう） - 舟入中町（ふないりなかまち - 舟入本町（ふないりほんまち） - 舟入町（ふないりまち） - 舟入南（ふないりみなみ）1～6丁目 - 堀川町（ほりかわちょう） - 本川町（ほんかわちょう）1～3丁目 - 本通（ほんどおり） - 三川町（みかわちょう） - 南千田西町（みなみせんだにしまち） - 南千田東町（みなみせんだひがしまち） - 南竹屋町 （みなみたけやちょう） - 南吉島（みなみよしじま）1～2丁目 - 基町（もとまち） - 藥研堀（やげんぼり） - 彌生町（やよいちょう） - 吉島新町（よしじましんまち）1～2丁目 - 吉島町（よしじまちょう） - 吉島西（よしじまにし）1～3丁目 - 吉島東（よしじまひがし）1～3丁目 |

### 傳統地區名
- 江波（えば）：

江波沖町、江波榮町、江波西1～2丁目、江波二本松1～2丁目、江波東1～2丁目、江波本町、江波南1～3丁目
- 鷹野橋（たかのばし）：

大手町5丁目
- 白島（はくしま）：

西白島町、白島北町、白島九軒町、白島中町、東白島町
- 舟入（ふないり）：

西川口町、舟入川口町、舟入幸町、舟入中町、舟入本町、舟入町、舟入南1～6丁目
- 吉島（よしじま）：

光南1～6丁目、羽衣町、南吉島1～2丁目、吉島新町1～2丁目、吉島町、吉島西1～3丁目、吉島東1～3丁目

### 比鄰行政區
東以京橋川與東區和南區為界，西以天滿川與西區為界，南方瀕臨瀨戶內海廣島灣，全區位在三角洲上與其他行政區沒有陸地邊界線，這點與大阪市大正區相同。

## 產業

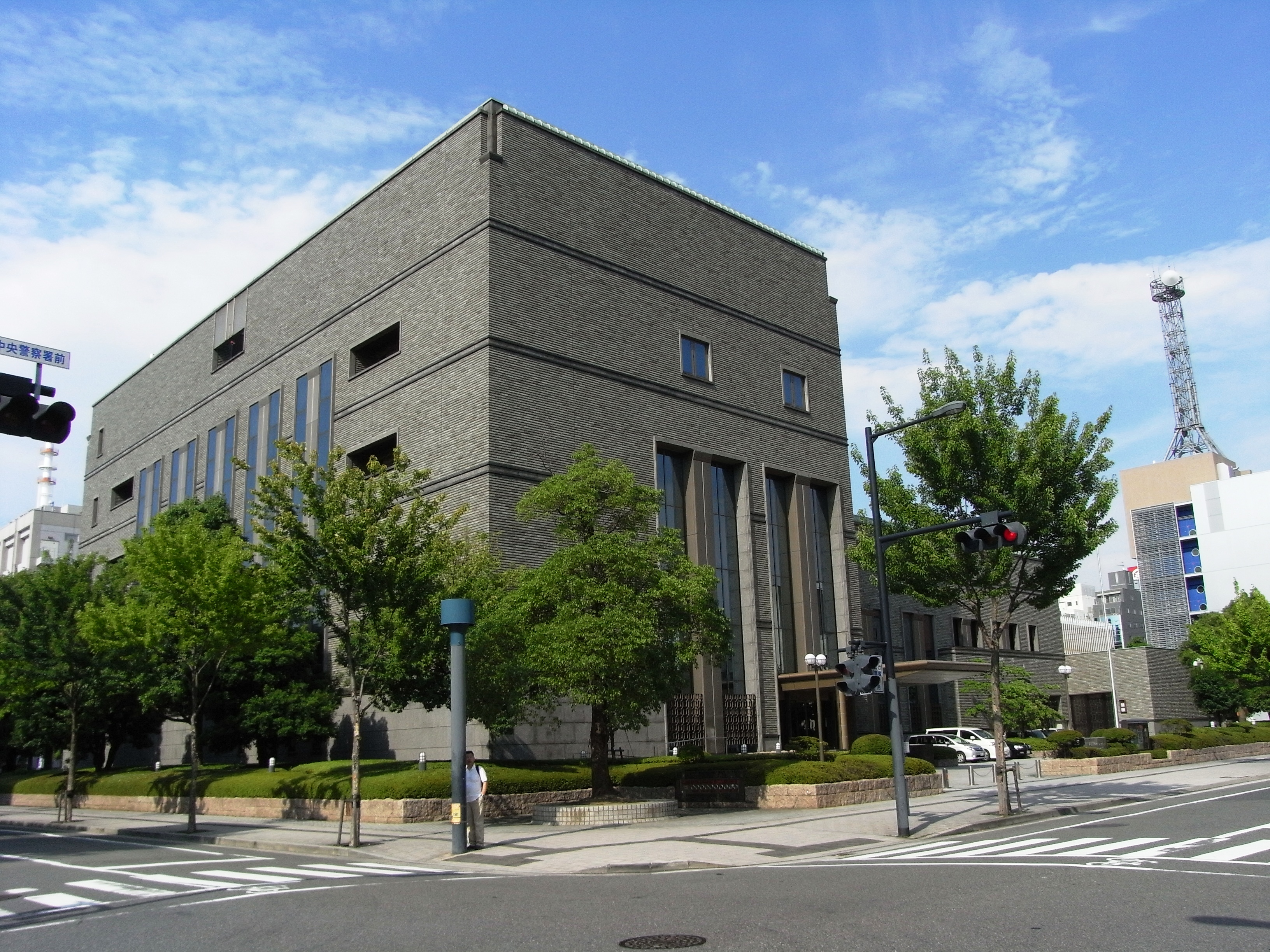
日本銀行廣島支店

### 第一級產業

#### 農業
中區内截至2005年農家數共有3戶，而區內農地面積極微稀少。

#### 水產業
在旧太田川下游的江波地區牡蠣養殖很興盛，並於其中架設了許多牡蠣筏。

### 第二級產業

#### 工業
三菱重工業於該區臨海的填海地設有製造工場。

### 第三次産業

#### 商業

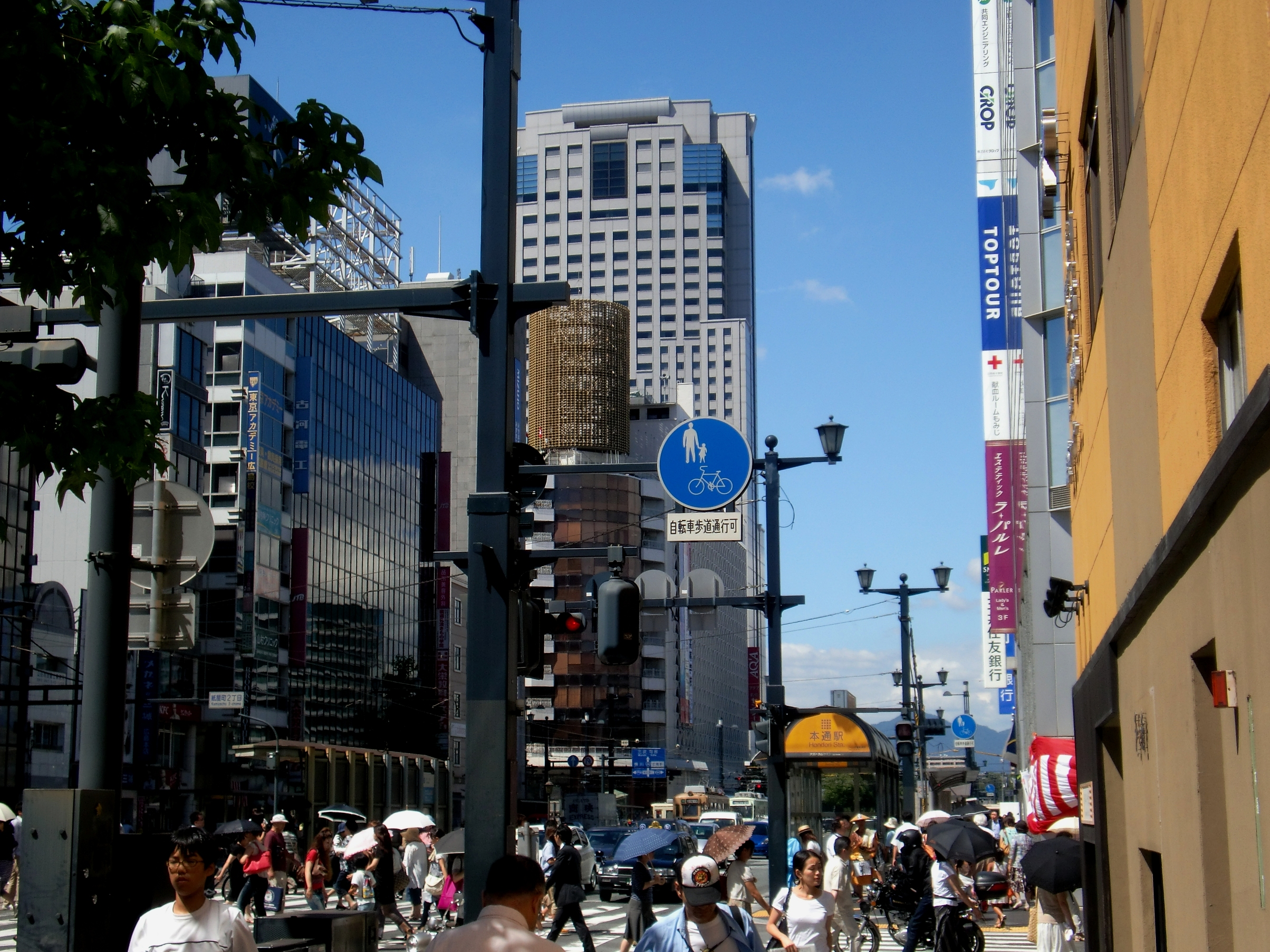
本通車站一帶

該區由東西向的平和大通從中央位置切分為南北兩部分，其中北側因許多商業施設及企業中心的聚集而成為重要商業區，此外相生通以北則成為許多政府機關的聚集地。並因許多金融機構都將中國、四國地方的分行設立與此，如公司總部設在關東地區和關西地區的都市銀行，於中區都有分行機構，造成該區白天湧入許多通勤者和學生，使得該區白天人口大大的超過於夜間人口。

#### 主要商業設施
下面列出的商業設施僅限於規模大、能夠吸引大範圍顧客的商業設施，並提供了商店的粗略描述，且原則上樓地板為10,000平方公尺以上（参照 （页面存档备份，存于）），但是如果設施夠集中，則可能以例外列入。
- 廣島三越：位於胡町八丁堀地區，為首家於廣島開業的全國性百貨公司，由三越公司經營，該處原為中國新聞社本部，因此該建築物仍為中國新聞社相關公司所有。
- 福屋八丁堀本店：位於胡町八丁堀地區，為廣島最古老的百貨公司，館内有名為“八丁座”的電影院。
- 天滿屋八丁堀大樓：位於胡町八丁堀地區，舊天滿屋廣島店，2012年由山田電機改造為複合式商場，在此之前為天滿屋於廣島開設的第一家百貨公司。

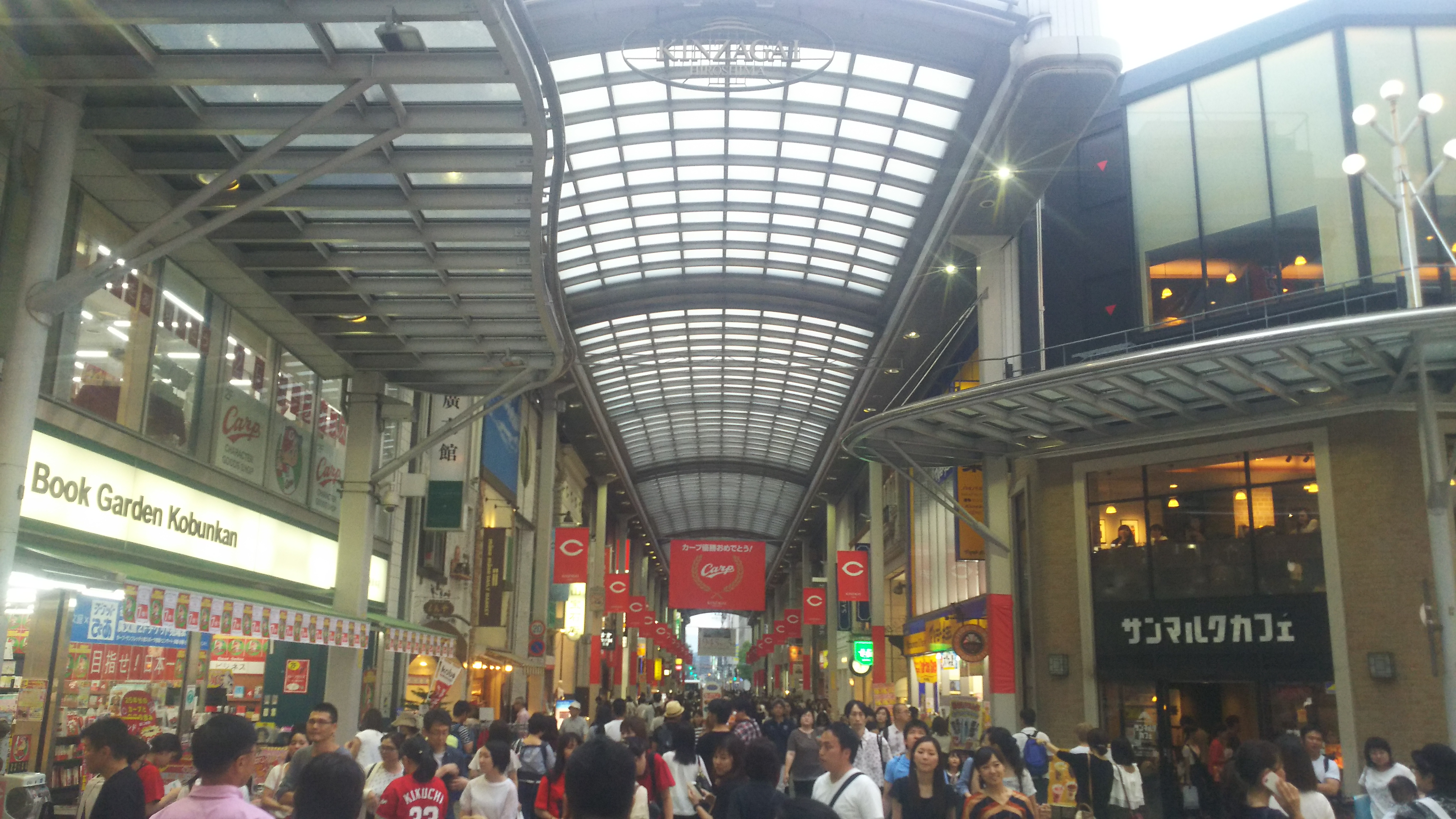
金座街（八丁堀）

商店街
- 廣島本通商店街
- 廣島金座街商店街
- 並木通
- 惠比壽通商店街
- 廣島棚商店街
- 袋町裏通

企業本部
- 中國電力
- 中國新聞社
- 福屋
- 廣島銀行
- 廣島縣信用組合
- 廣島市信用組合
- 廣島信用金庫
- 紅葉銀行
- 三島食品
- 三村松
- 廣島電鐵（本社）：東千田町
  - 千田車庫：東千田町
  - 江波車庫及江波營業所：江波西
- 廣島巴士（本社）：光南
  - 吉島營業所：南吉島

## 觀光

### 名勝、古蹟

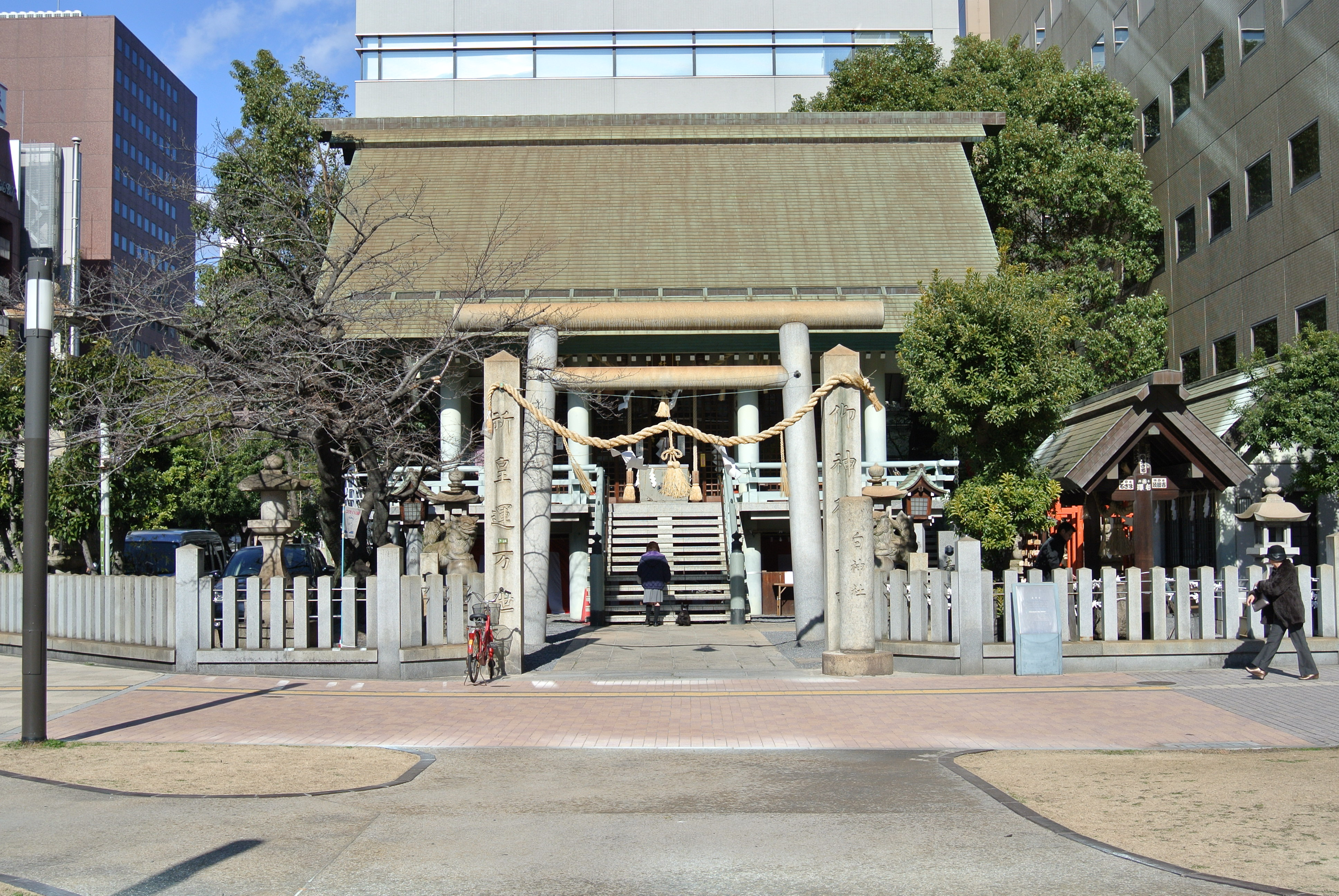
白神社

主要神社
- 廣島護國神社
- 住吉神社：毎年7月舉行3大祭之一的「住吉大祭」
- 胡子神社：毎年11月舉行3大祭之一的「胡子大祭」
- 白神社

主要寺院社
- 福昌山慈善院圓隆寺：毎年6月舉行3大祭之一的「稻荷參」
- 本願寺廣島別院

主要教會
- 日本基督教團廣島流川教會
- 幟町教會

### 世界遺產及文化財

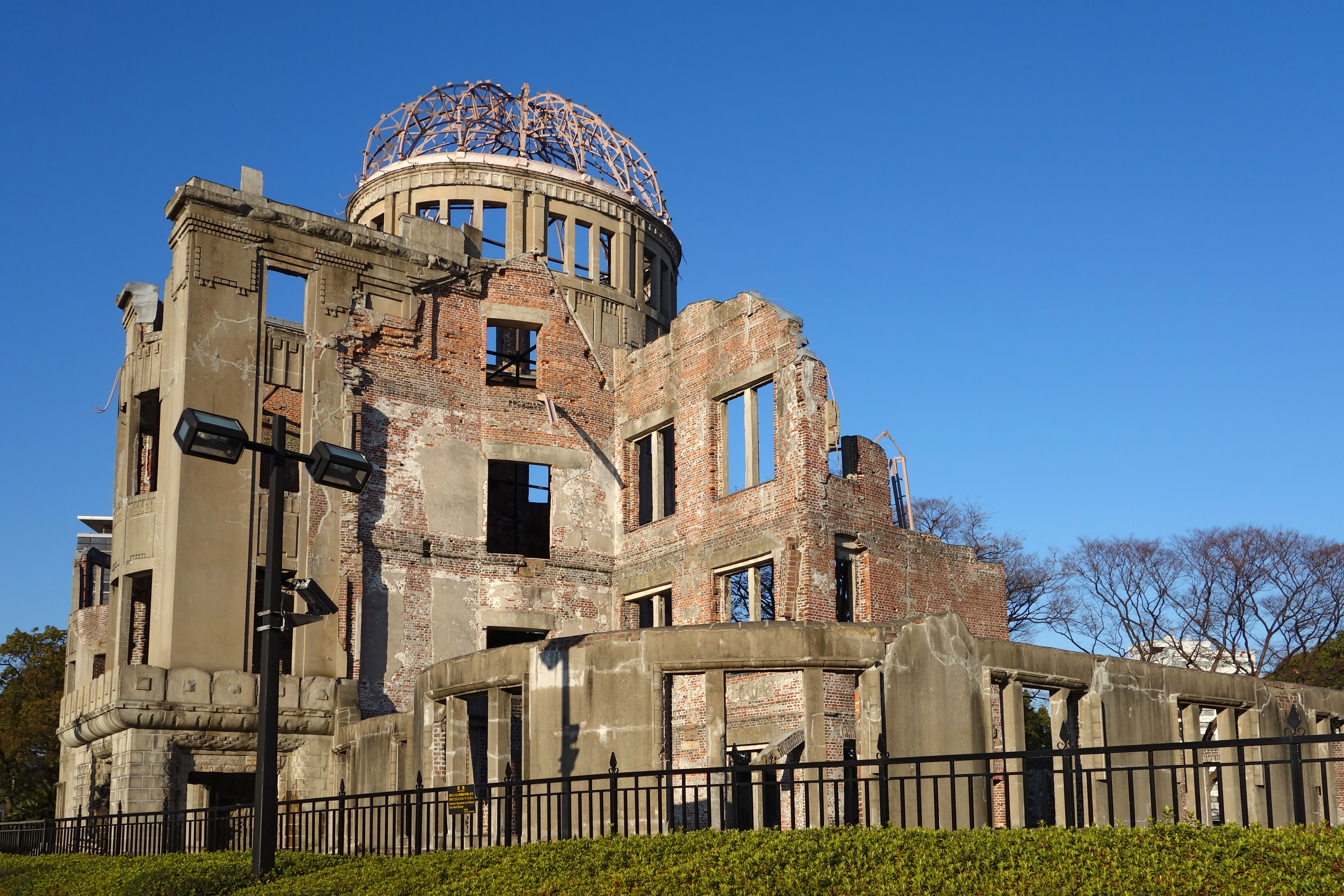
原爆圓頂館

世界遺產
- 原爆圓頂館：被爆建築物及國家史跡

重要文化財（國家指定）
- 世界和平紀念聖堂：入選DOCOMOMO JAPAN（英语：Docomomo International）的日本現代運動建築
- 廣島和平紀念資料館：入選DOCOMOMO JAPAN的日本現代運動建築及建設省的公共建築百選

史跡（國家指定）
- 廣島城
- 原爆圓頂館
- 賴山陽史跡資料館

### 旅遊景點
名勝（國家指定）
- 廣島和平紀念公園：入選DOCOMOMO JAPAN日本現代運動建築及日本歷史公園100選
- 縮景園

日本歷史公園100選
- 縮景園
- 廣島市中央公園
- 廣島和平紀念公園

公共建築百選
- 廣島縣廳
- 廣島國際會議場及廣島和平紀念資料館

DOCOMOMO JAPAN日本現代運動建築
- 世界和平記念聖堂
- 市營基町高層公寓
- 廣島遞信醫院舊外來棟被爆資料室：被爆建築物
- 廣島和平紀念資料館及廣島和平紀念公園

重要有形文化財（市指定）
- 江波山氣象館 (舊廣島地方氣象台)：被爆建築物
- 舊日本銀行廣島支店：被爆建築物

史跡（市指定）
- 舊國泰寺愛宕池

史跡及天然記念物（市指定）
- 白神社的岩礁

天然記念物（市指定）
- 江波山的日本山櫻

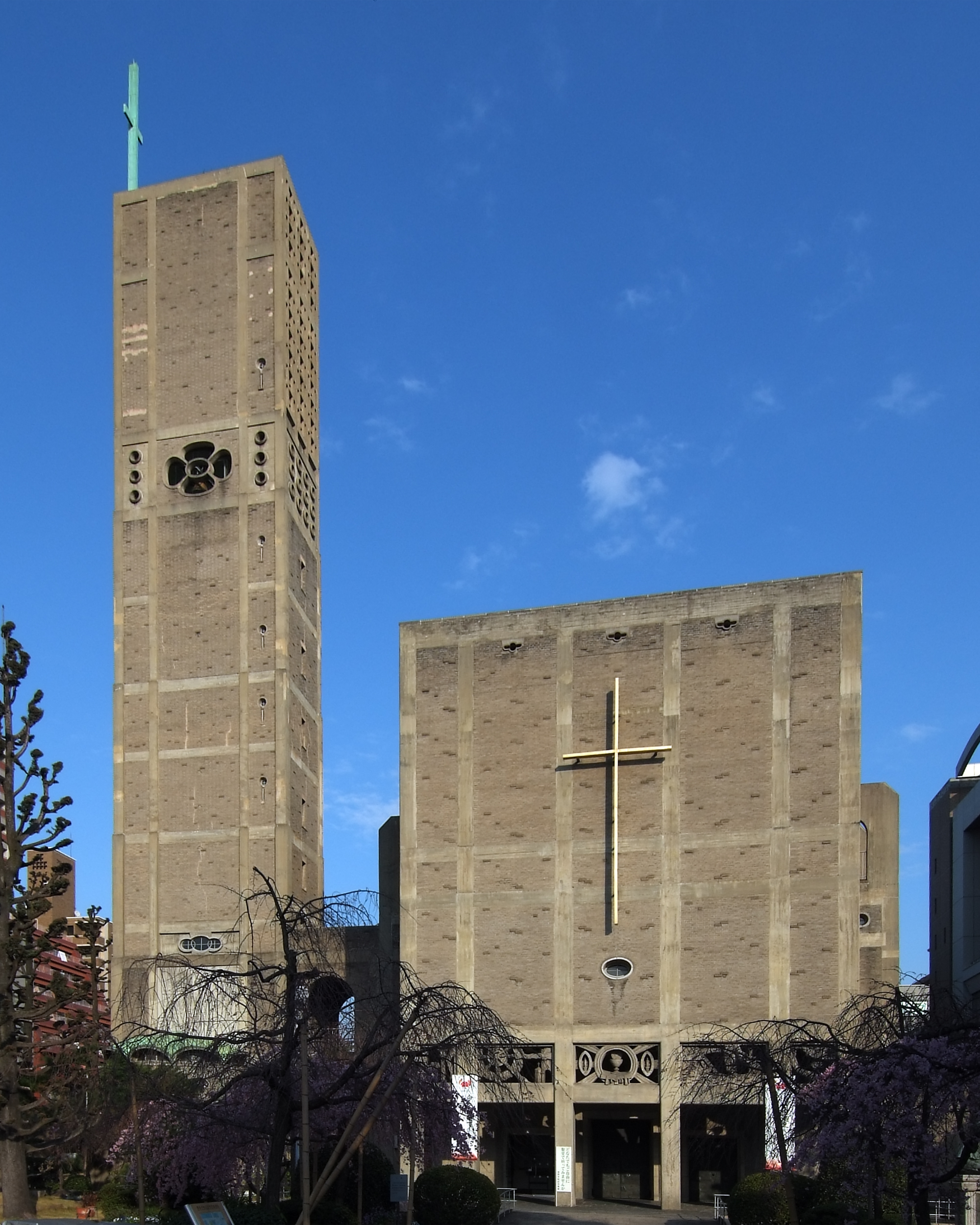
世界和平紀念聖堂
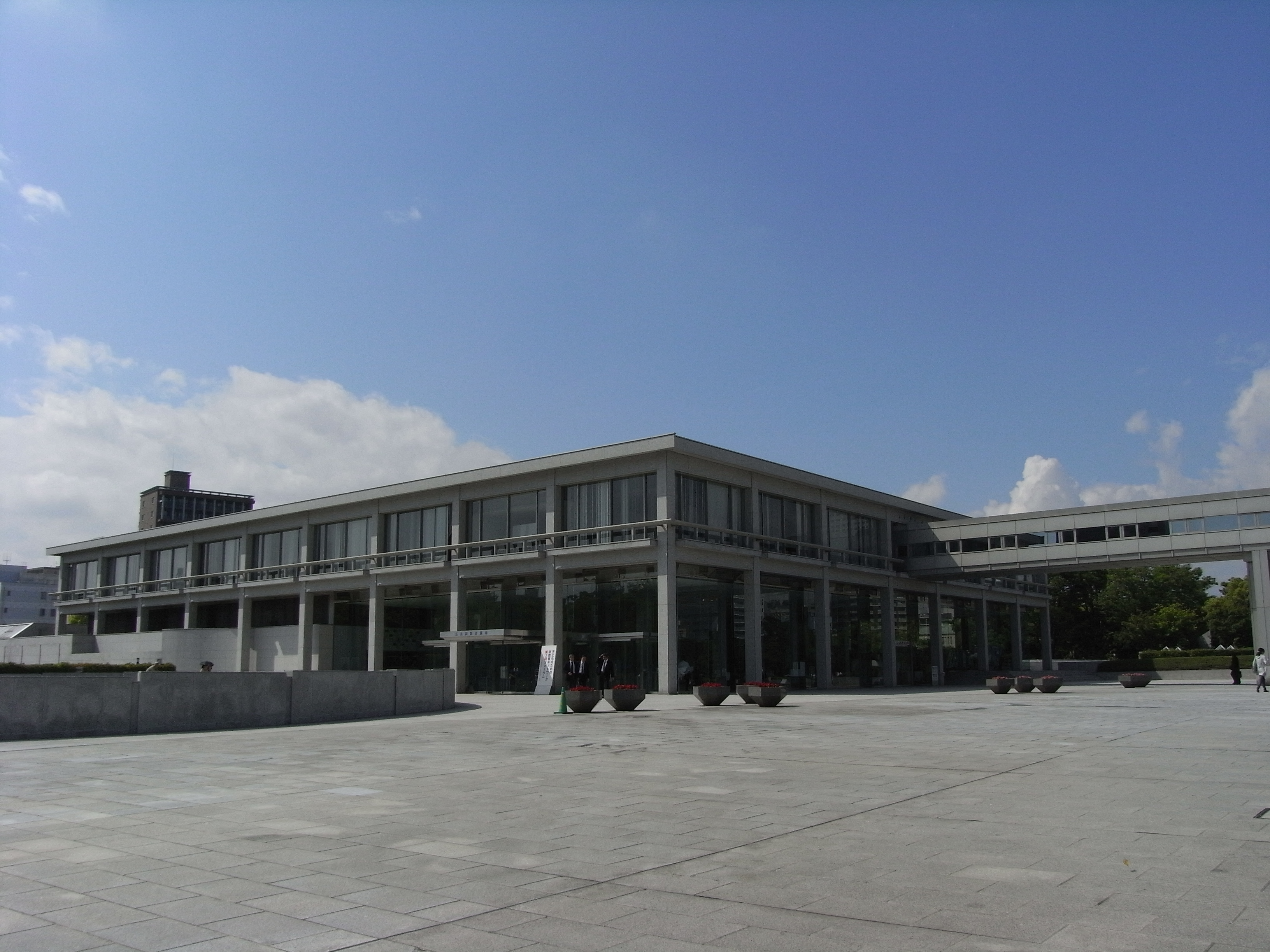
廣島國際會議場
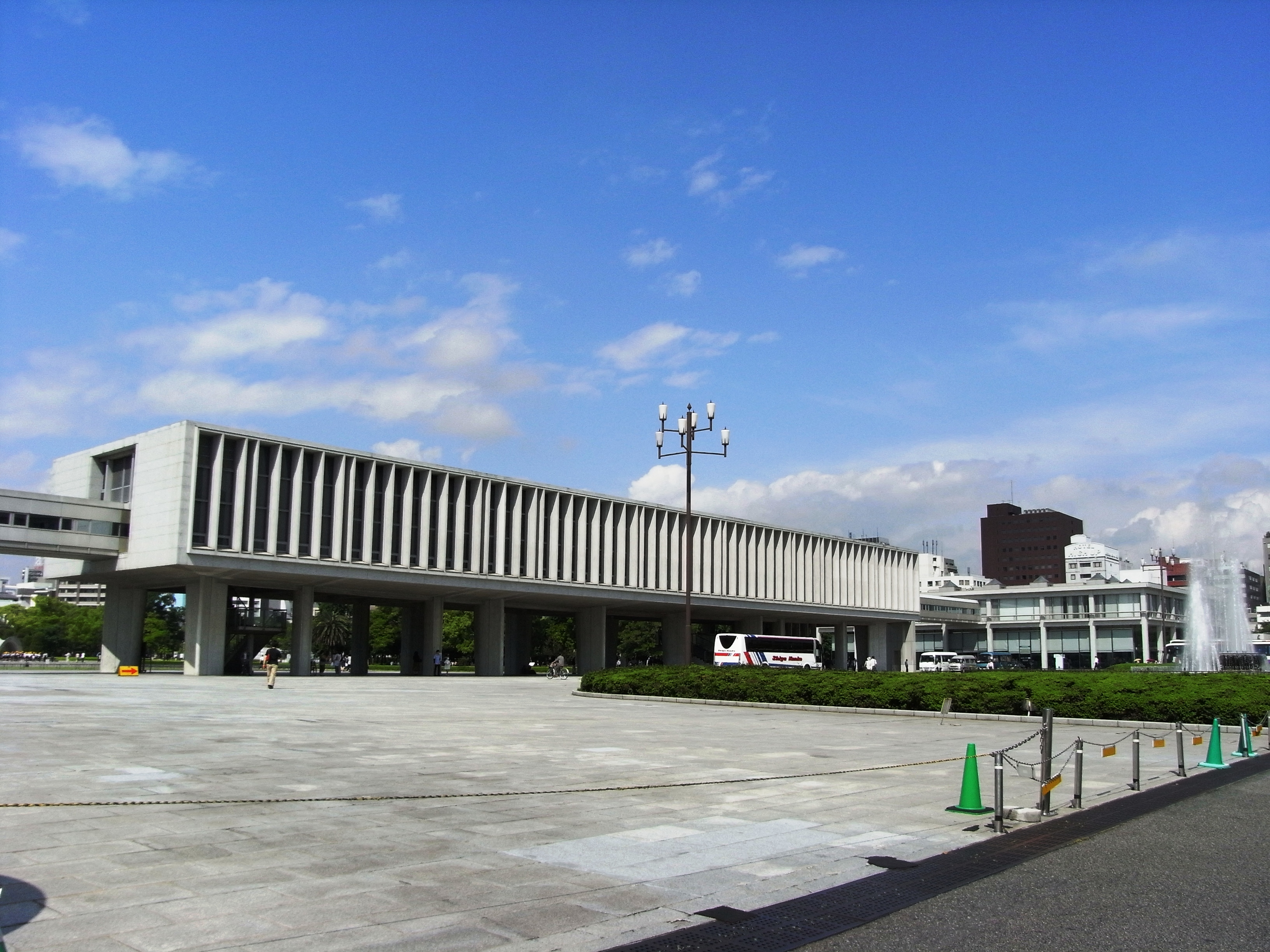
廣島和平紀念資料館本館
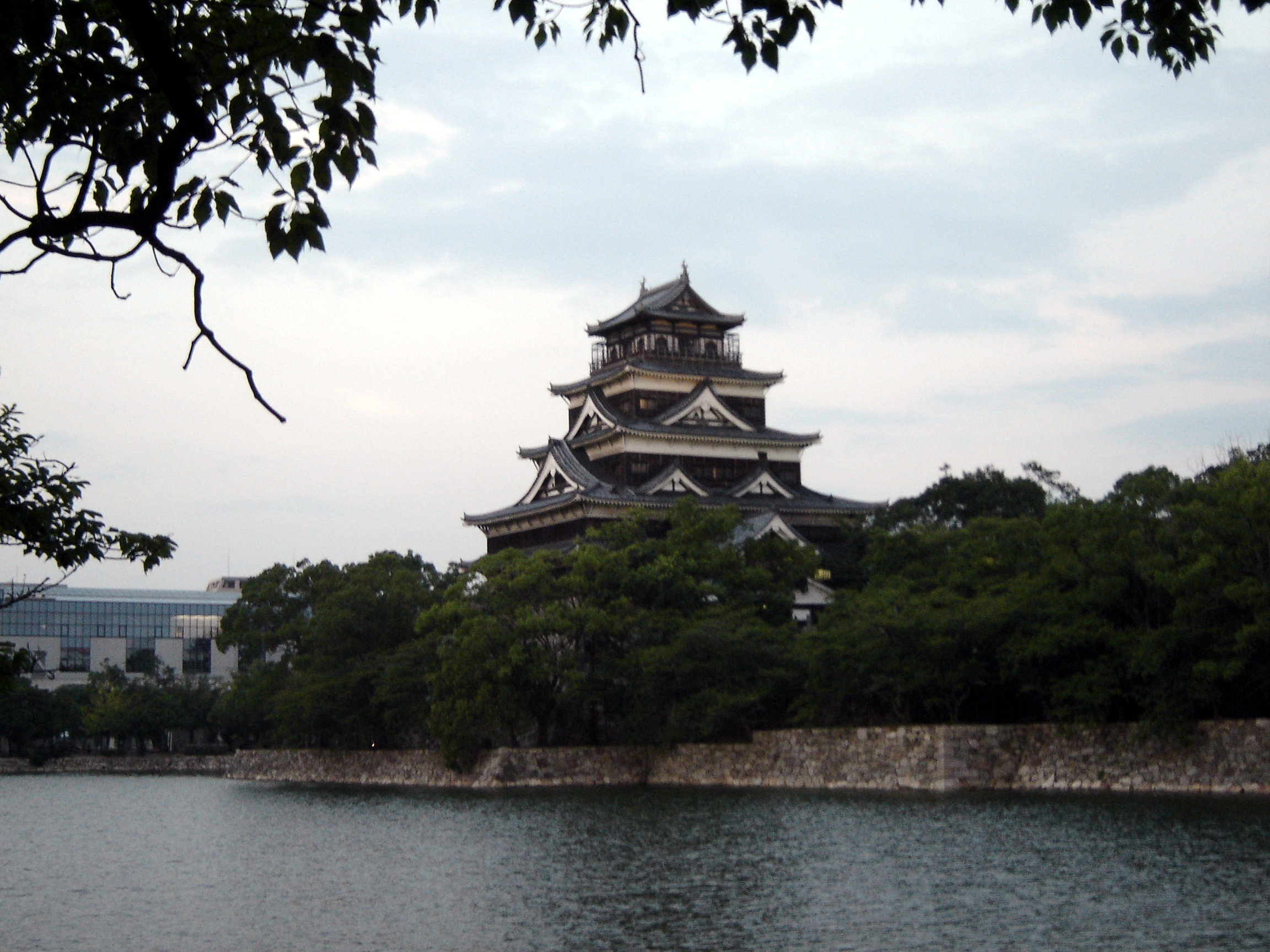
廣島城
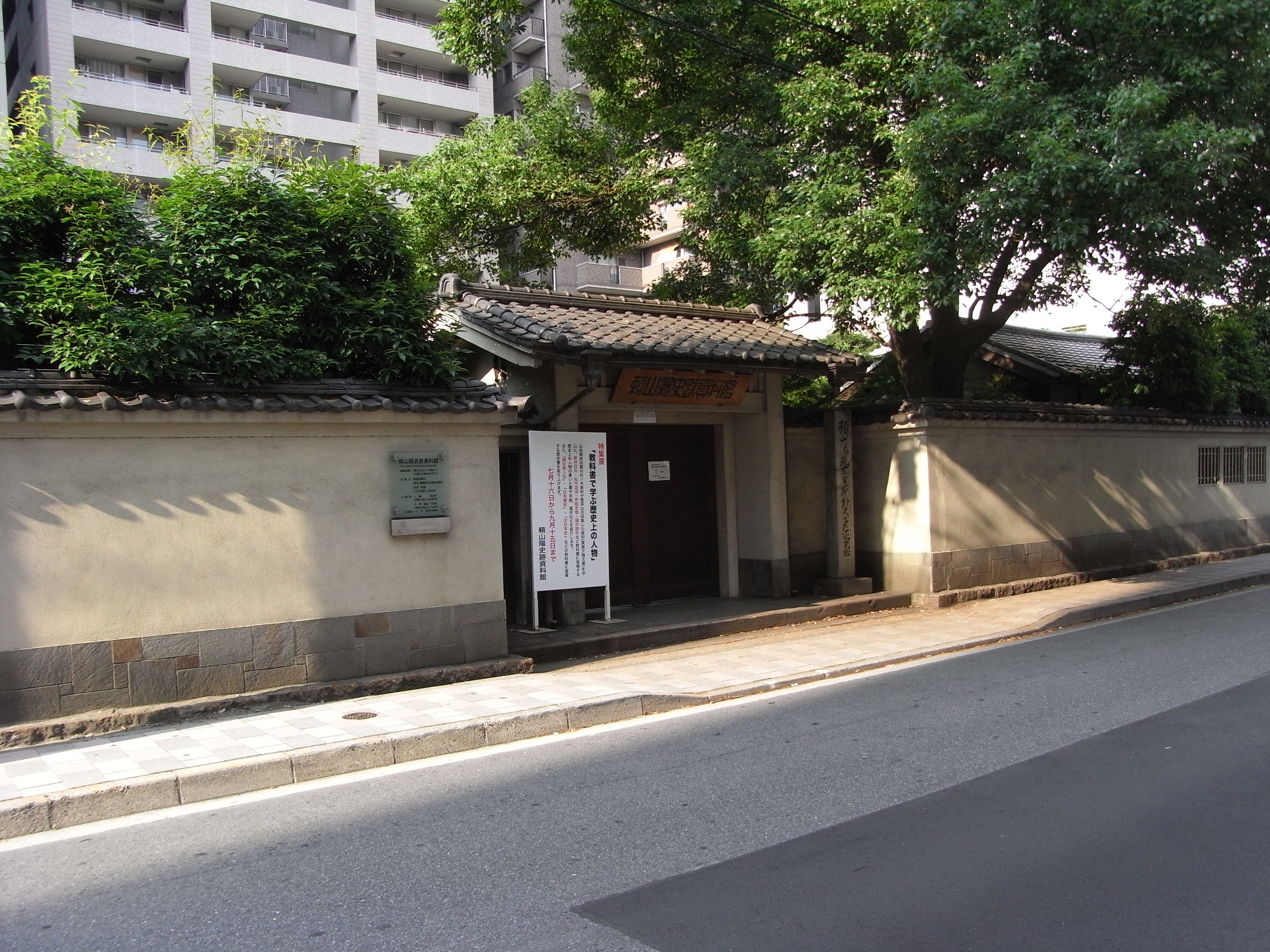
賴山陽史跡資料館
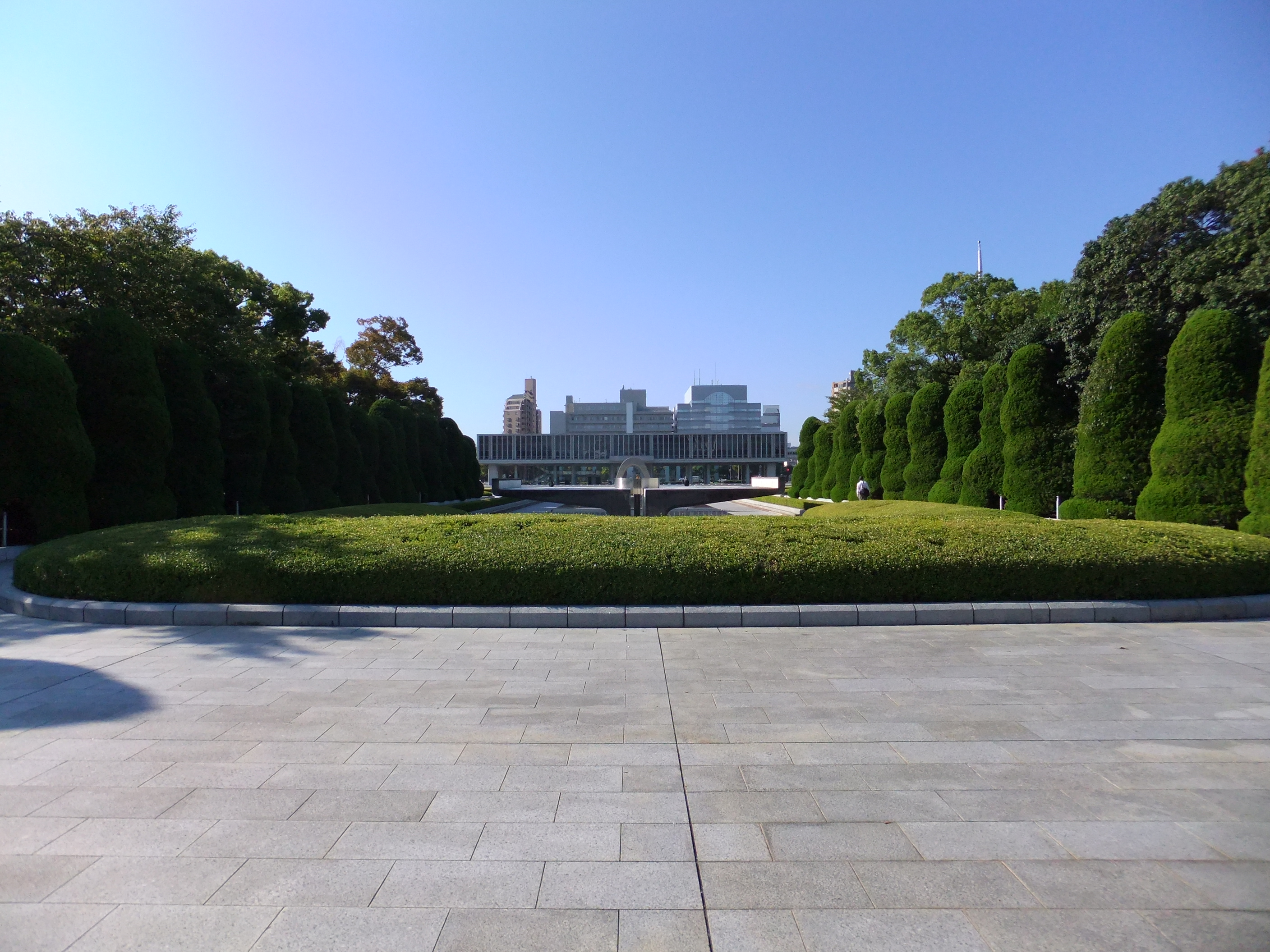
廣島和平紀念公園
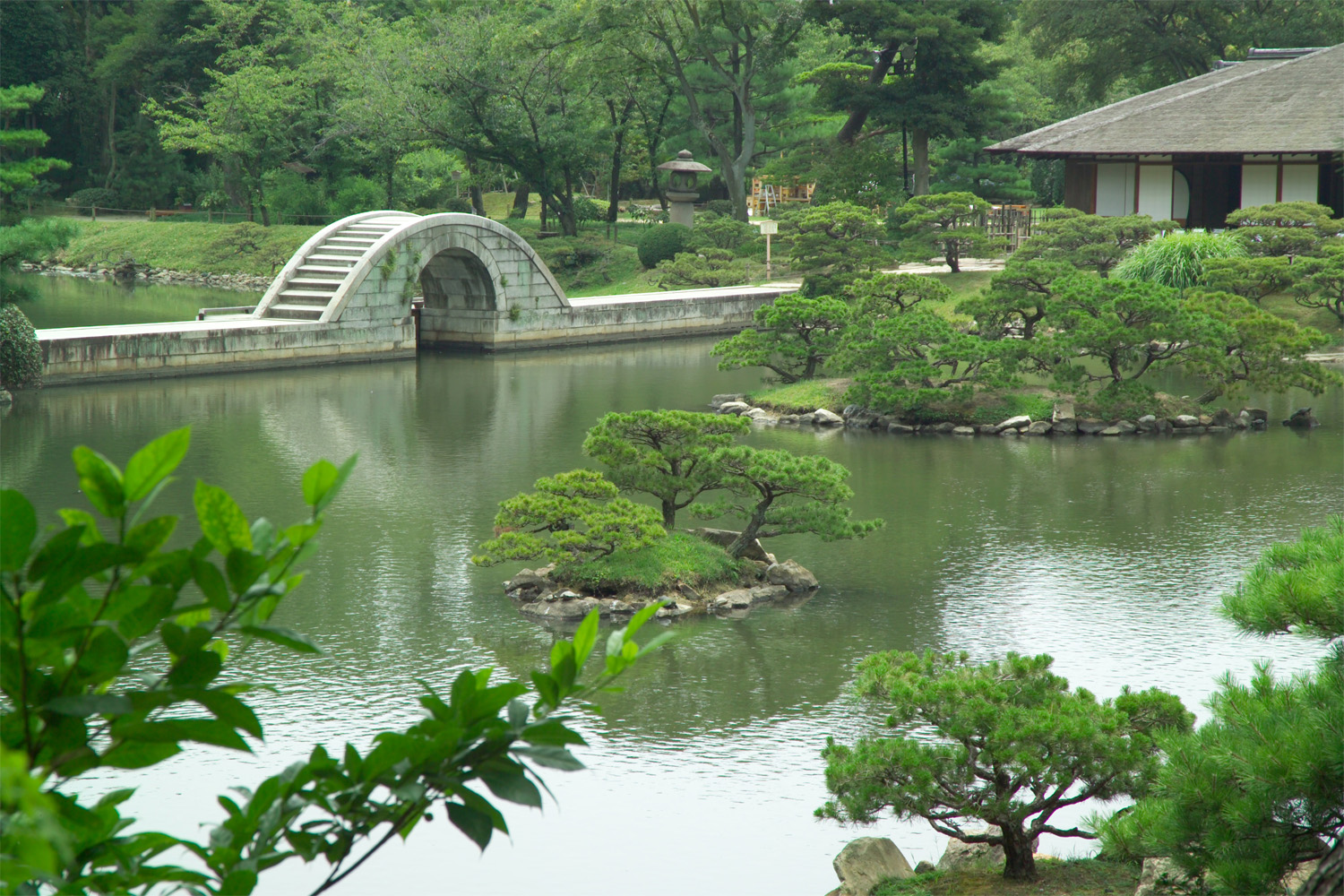
縮景園跨虹橋
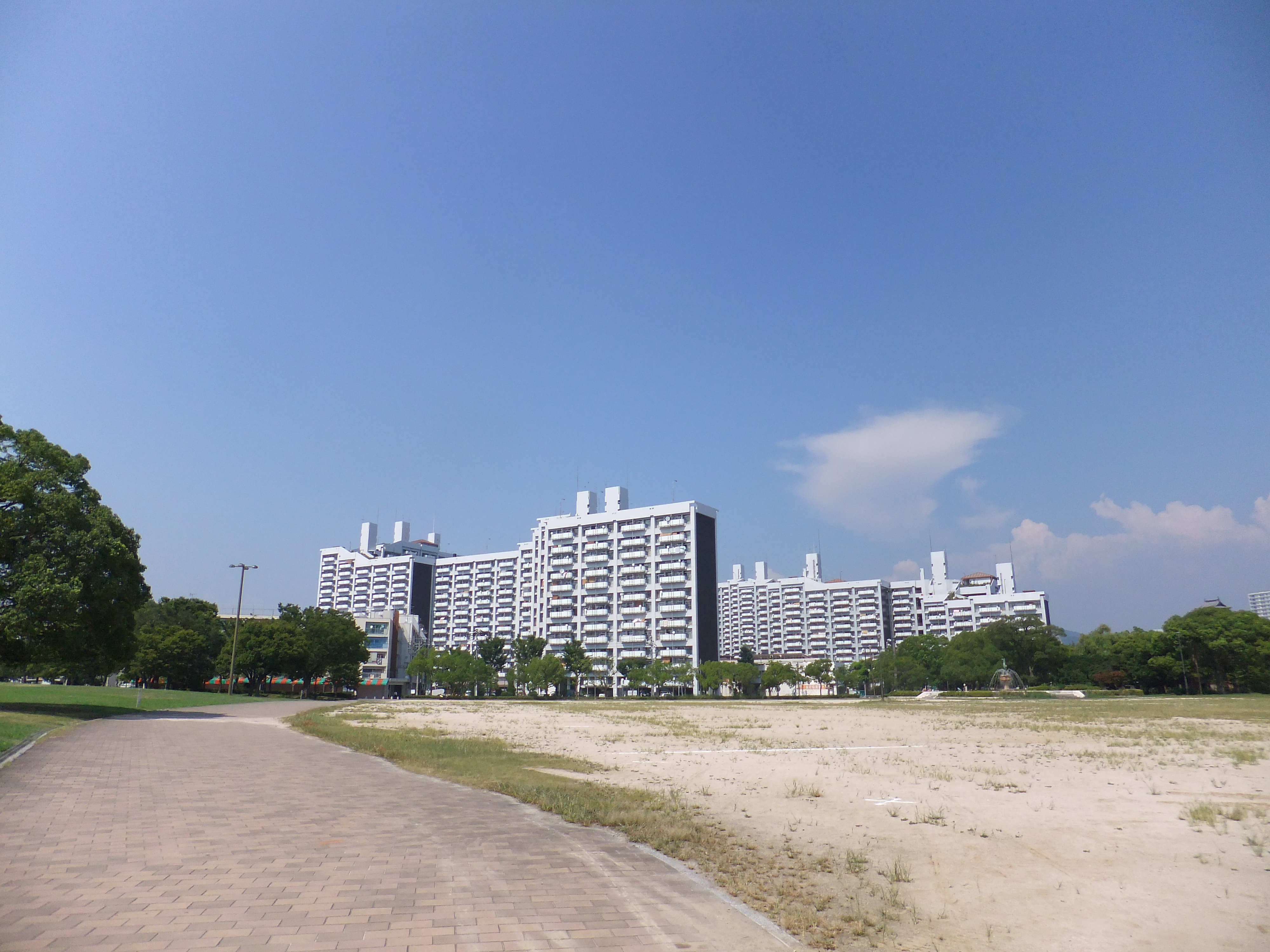
廣島市中央公園
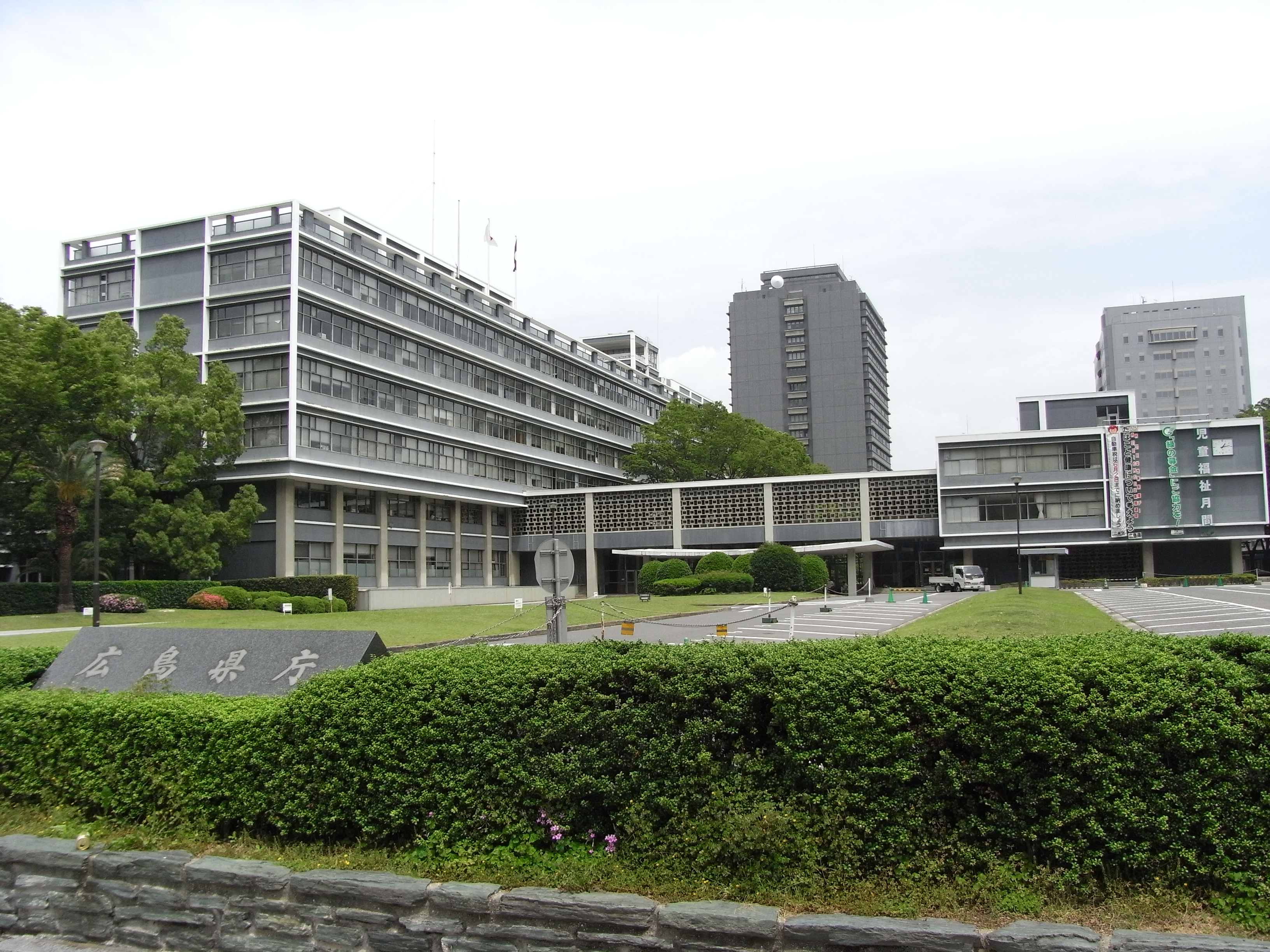
廣島縣廳舍
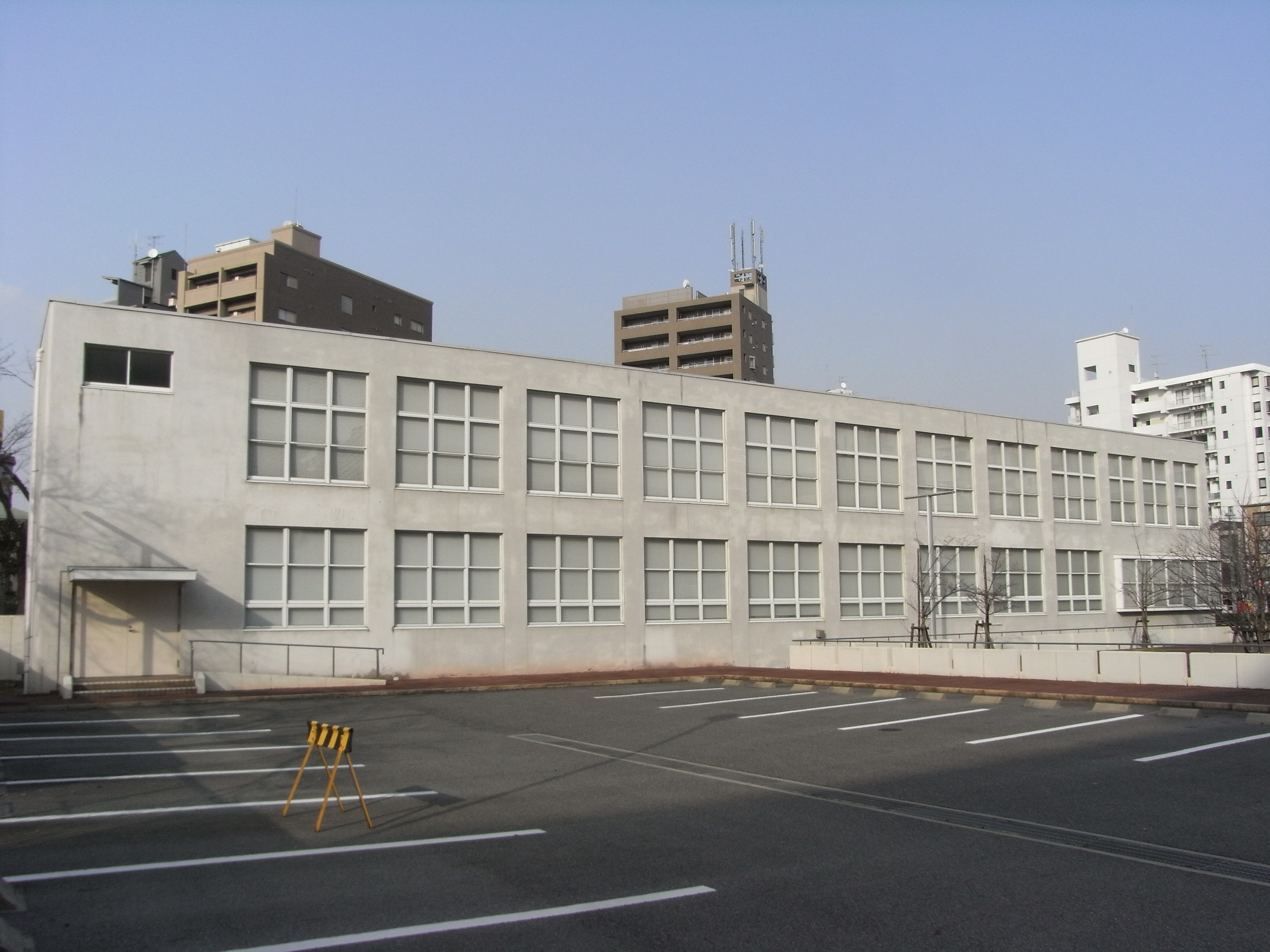
廣島遞信醫院舊外來棟被爆資料室
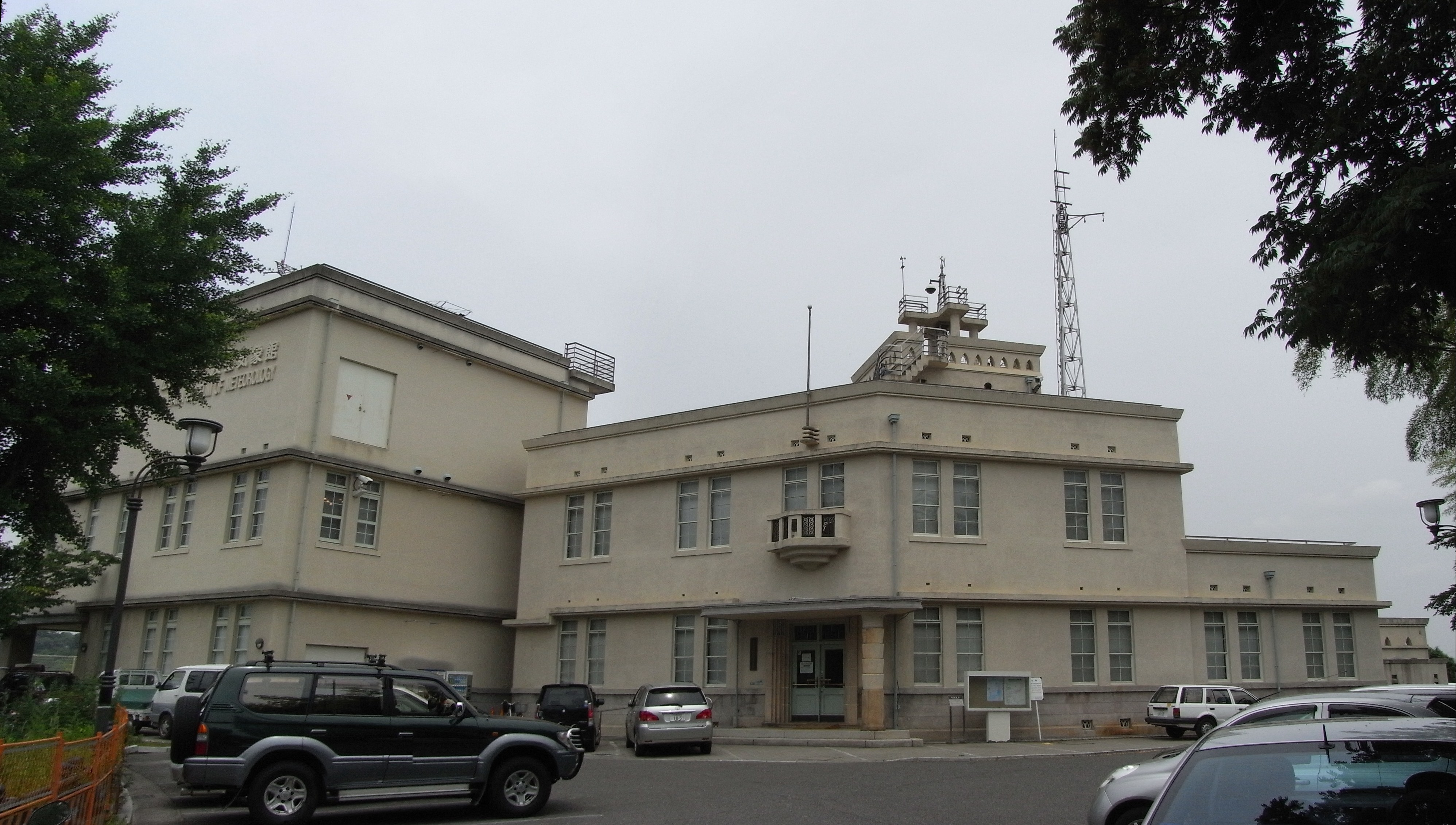
廣島市江波山氣象館
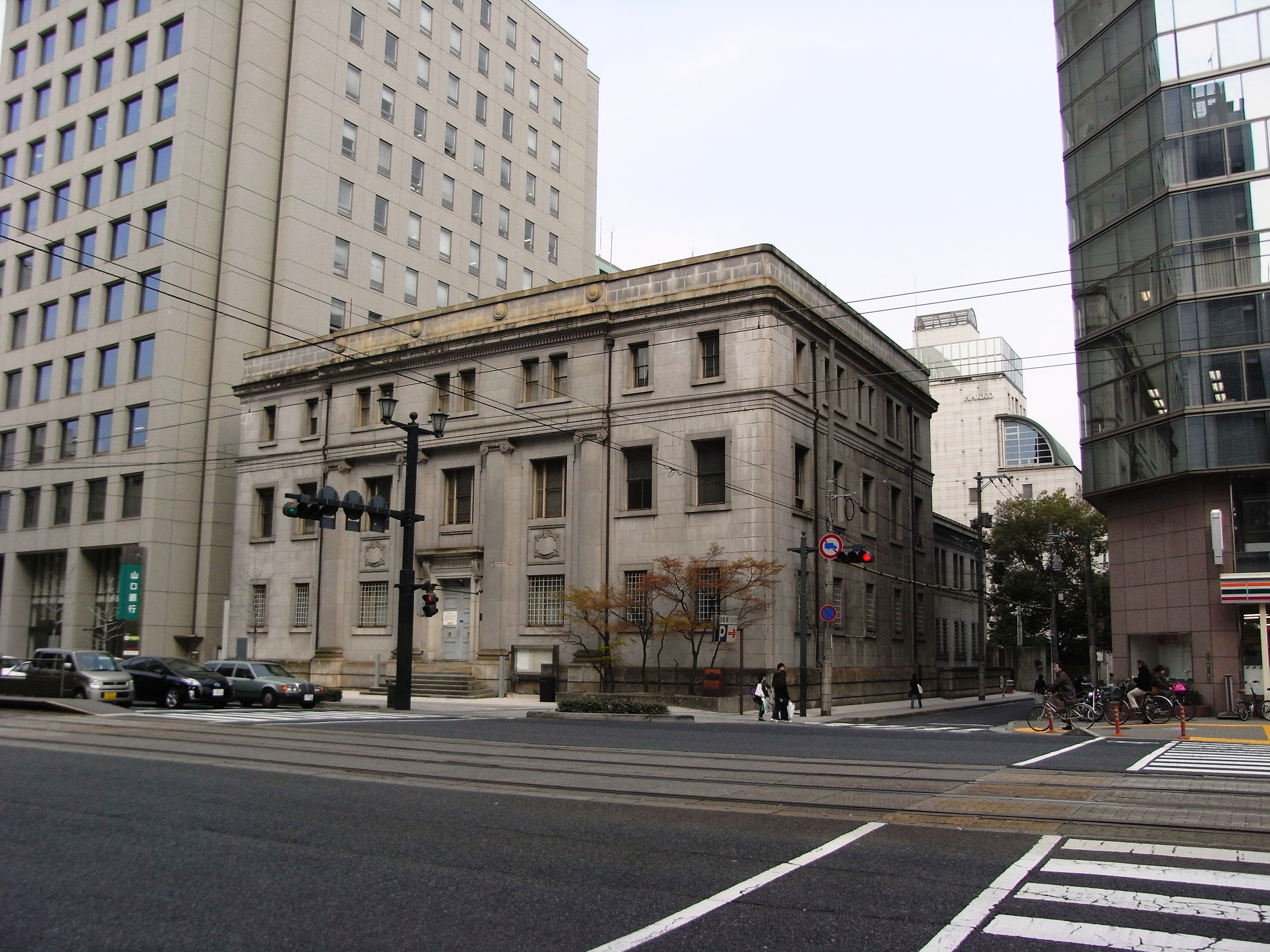
舊日本銀行廣島支店
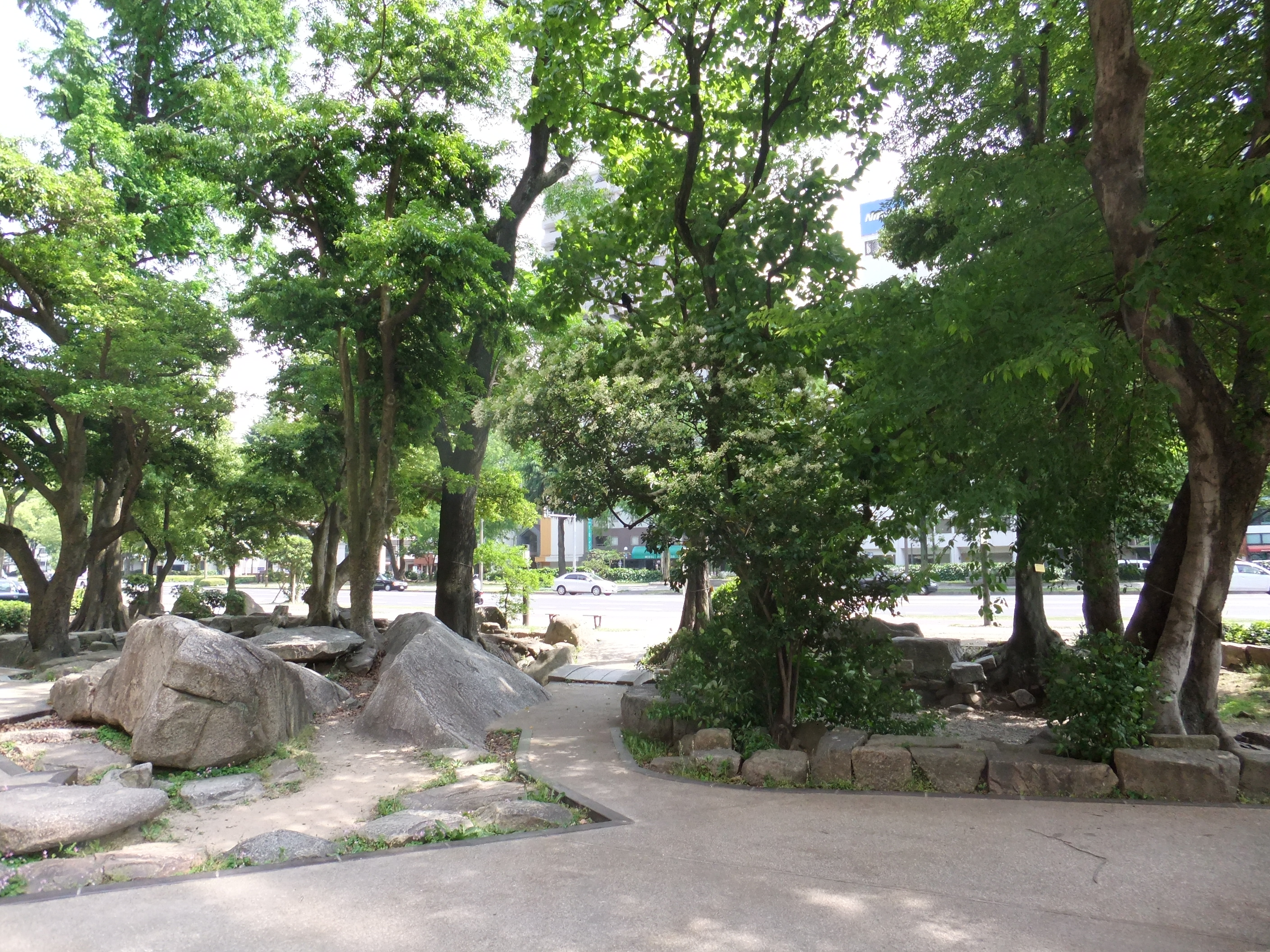
舊國泰寺愛宕池
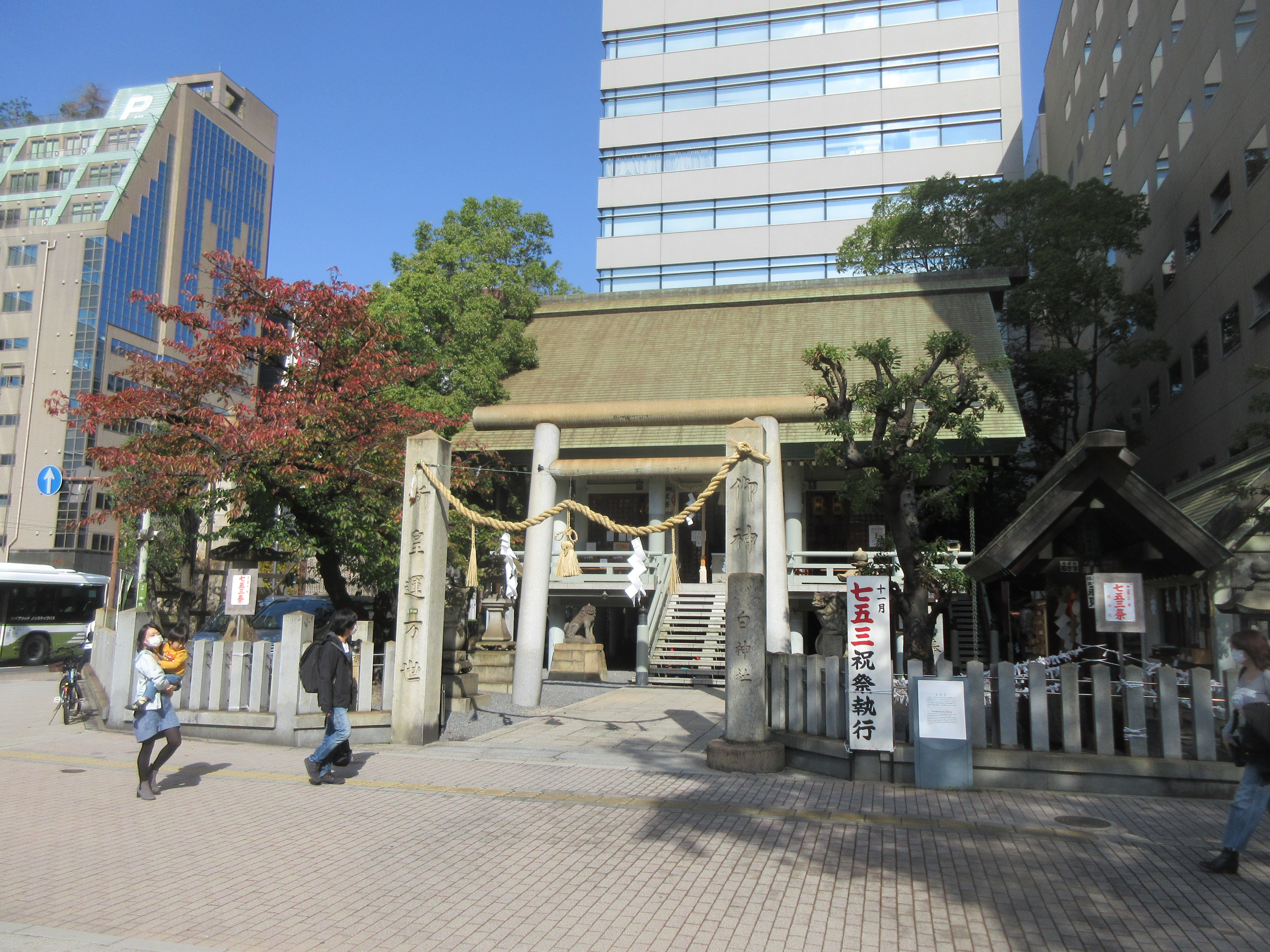
白神社
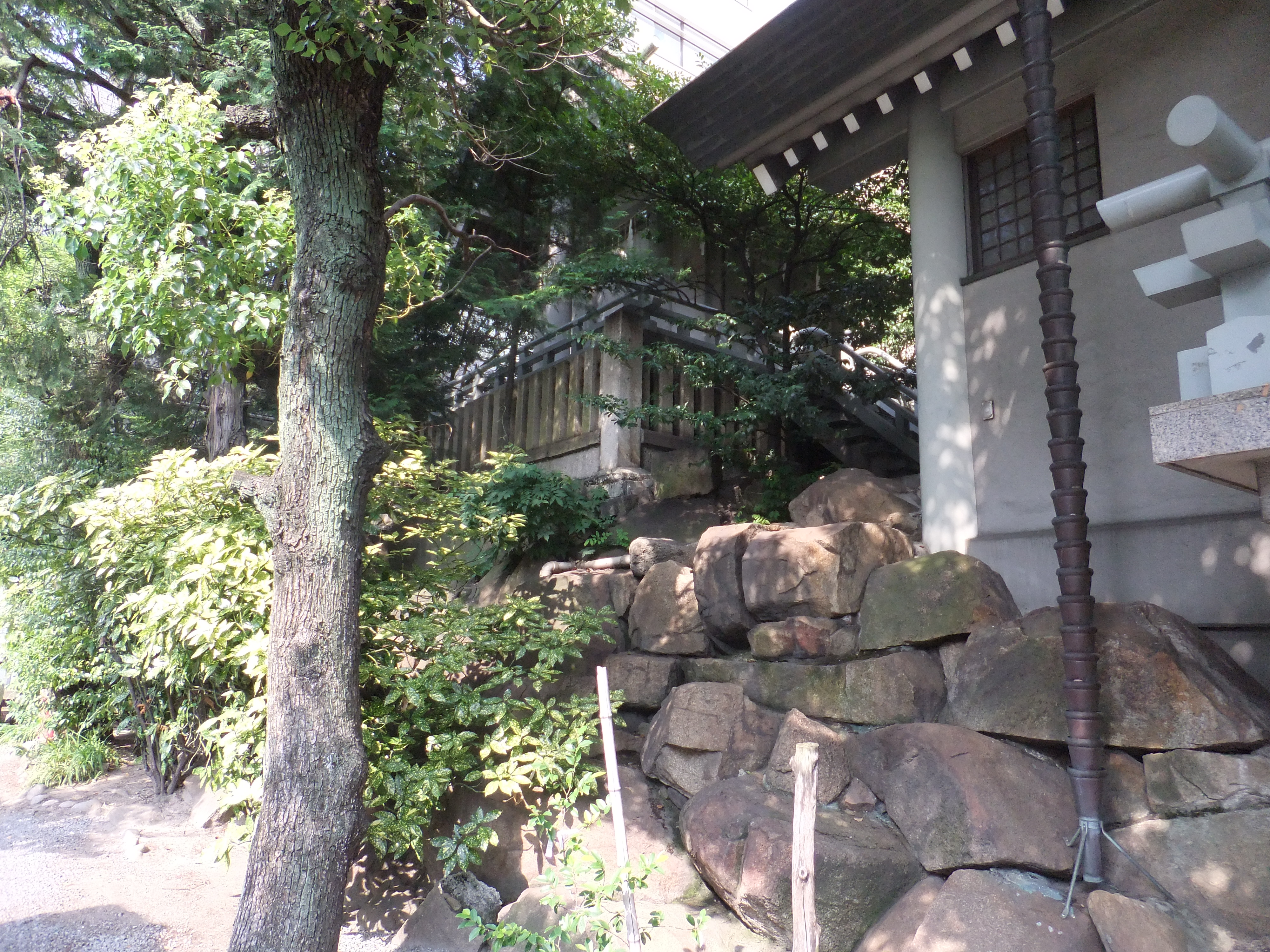
白神社的岩礁
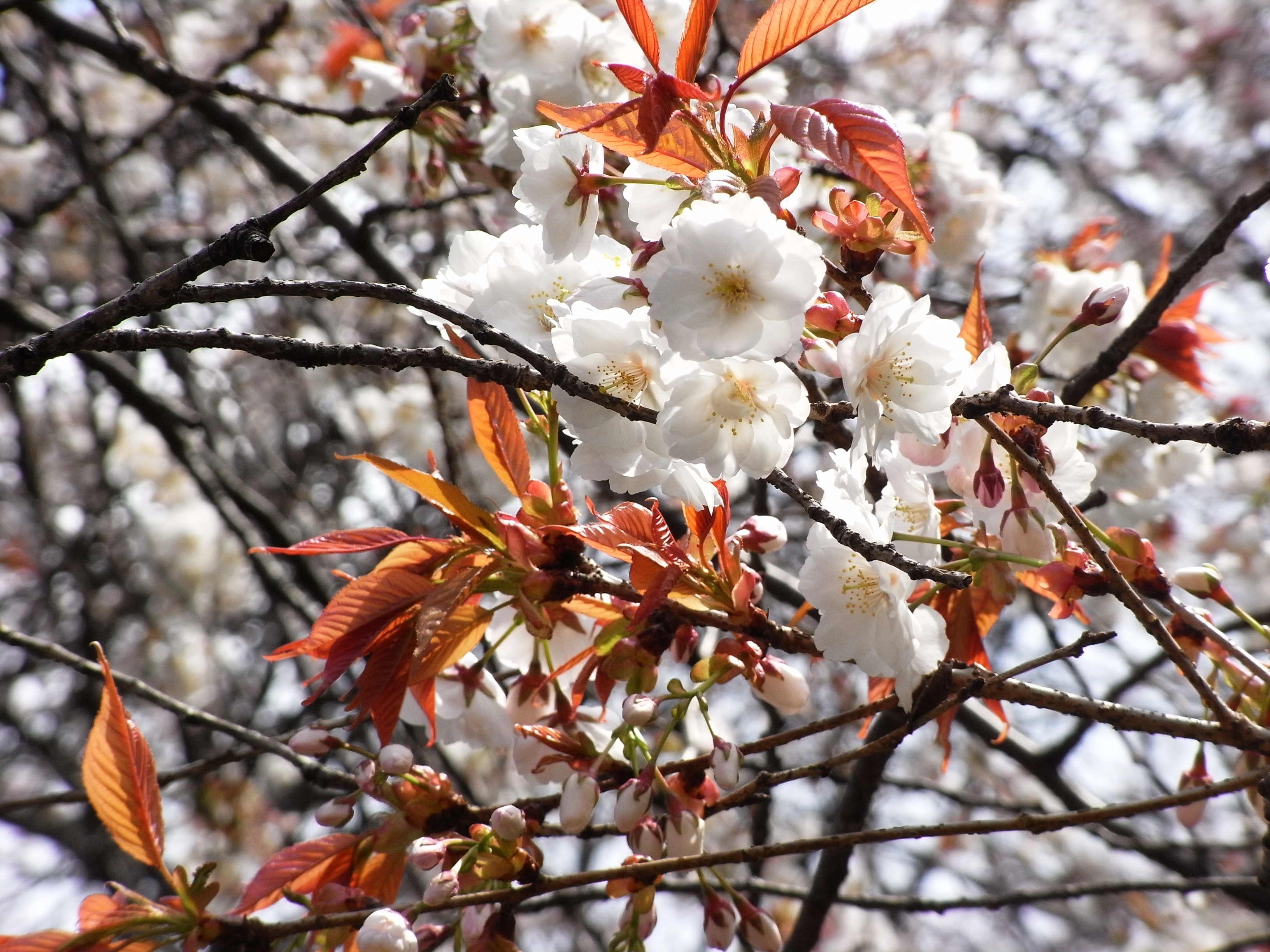
江波山的日本山櫻

## 歷史

### 戰國時期
- 1589年（天正17年）：毛利輝元在太田川下游的沙洲上建造了廣島城，並對周邊地區進行開墾及水利工程，此地區開始以城下町發展。
- 1871年8月29日（明治四年七月十七）：廢藩置縣，廣島藩成為廣島縣，現今廣島市中心區域劃歸於廣島縣轄下的安藝郡。
- 1894年9月15日（明治27年）：甲午戰爭爆發，於廣島城設立廣島大本營。
- 1945年（昭和20年）8月6日：美軍在廣島投擲原子彈，造成廣島市中心毀滅性打擊，為人類歷史首次核攻擊事件。
- 1980年（昭和55年）4月1日：廣島市升格政令指定都市，中區設區。

## 大眾媒體

### 報社
- 中國新聞 (日本)
  - 藝備日日新聞：太平洋戰爭之後因新聞統制而停刊，為明治時代至大正時代初期廣島發行量最高之報紙。

### 廣播台
- NHK廣島放送局
- 中國放送
- 廣島HOME電視台

## 維生管線

### 電力
- 中國電力

### 水利
- 廣島市水道局
  - 基町水泵場：位在基町
  - 吉島水泵場：位在吉島西
- 廣島市下水道局
  - 江波水資源再生中心：位在江波西，舊稱江波下水處理場
  - 千田水資源再生中心：位在南千田東町及南千田西町，舊稱千田下水處理場

### 電信
- 西日本電信電話

### 市外局番
中區内全域市外局番皆為082。

## 教育

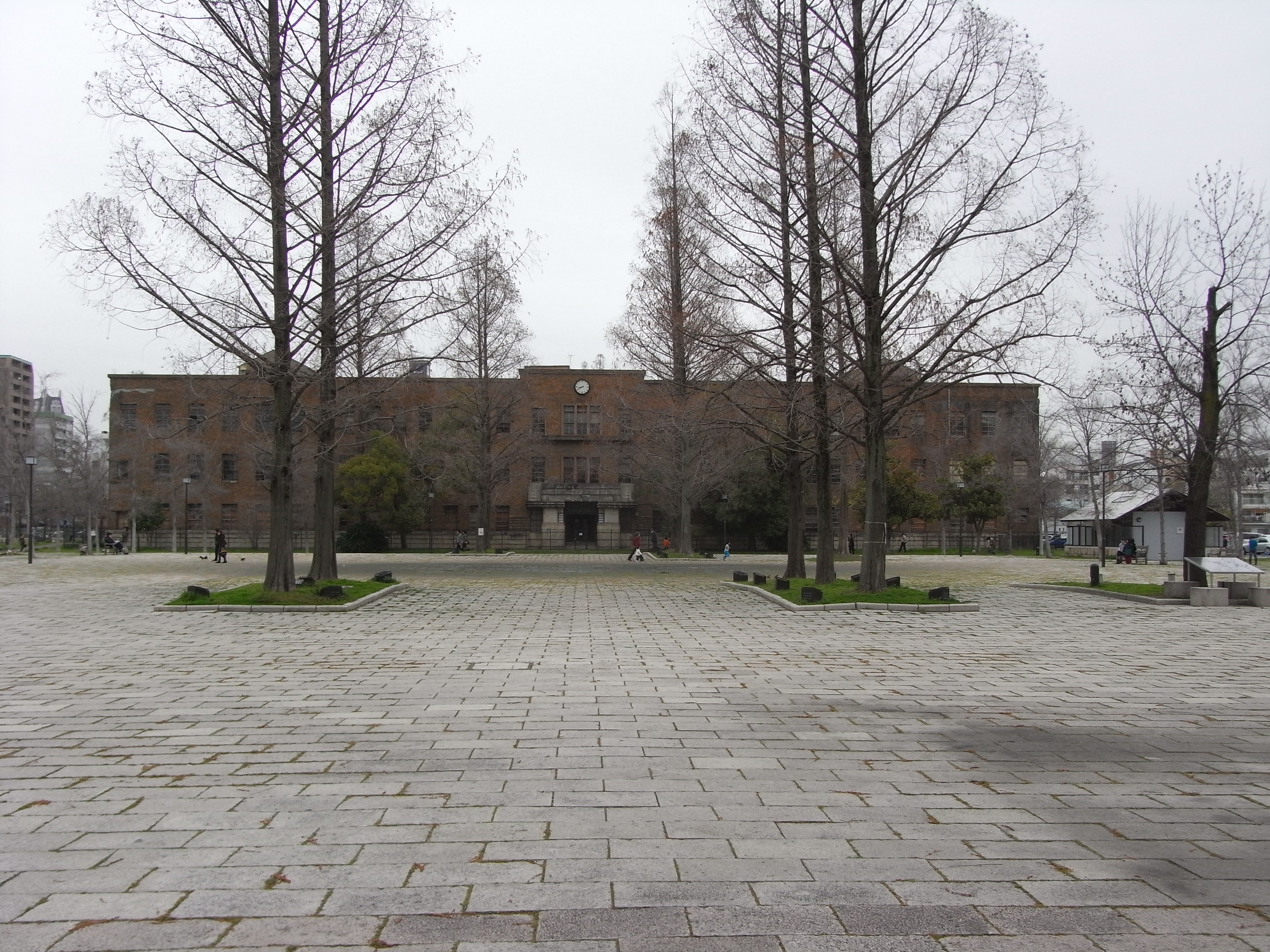
廣島大學東千田校區的

### 大學
國立
- 廣島大學東千田校區：為廣島大學前本部，目前除了放送大學及夜間學科部門其他多已遷往東廣島市，此外該處亦為千田公園、東千田公園、廣島縣情報廣場及被爆建築物廣島大學舊理學部1號館的所在地。

私立
- 伊麗莎白音樂大學（幟町）
- 廣島國際大學廣島校區（幟町）
- 廣島國際學院大學立町校區（立町）
- 廣島工業大學廣島校區（中島町）
- 放送大學廣島學習中心（東千田町）：與廣島大學東千田校區合併設立。

### 專門學校
私立

| - 石田朝樹整體時尚專門學校（石田あさきトータルファッション専門学校） - 三一學院廣島醫療福祉專門學校 - 廣島動物護理專門學校 - 廣島會計學院電子專門學校（學校法人上野學園所屬） - 廣島外語專門學校（学校法人上野学園系列） - 廣島縣理容美容專門學校 - 廣島高等齒科衛生士專門學校 - 廣島商科專門學校（學校法人上野學園所屬） | - 廣島美容專門學校（學校法人上野學園所屬） - 廣島時尚專門學校 - 廣島法商專門學校 - 廣島基督教青年會健康福祉專門學校 - 廣島基督教青年會國際商科專門學校 - 文化服裝學院廣島校 - 心靈美容學院（マインドビューティーカレッジ） |

### 高等學校
| 公立 - 廣島市立基町高等學校（西白島町） - 廣島市立舟入高等學校（舟入南） - 廣島縣立廣島國泰寺高等學校（國泰寺町） - 廣島縣立廣島商業高等學校（舟入南） - 廣島縣立西高等學校（函授制）（國泰寺町） - 廣島市立大手町商業高等學校（夜間定時制）（大手町） - 廣島市立廣島未來創生高等學校（大手町） | 私立 - 廣島女學院高等學校（上幟町） - 修道高等學校（南千田西町） - 安田學園安田女子高等學校（白島北町） - 並木學院高等學校（函授制）（小町） - 鶴學園丹內卜高等學校（函授制）（中島町）（廢校） - 屋久島大空高等學校（函授制）（橋本町） |

### 中小學
中學

| 公立 - 廣島市立江波中學校（江波西） - 廣島市立國泰寺中學校（國泰寺町） - 廣島市立幟町中學校（上幟町） - 廣島市立吉島中學校（吉島東） | 私立 - 廣島女學院中學校（上幟町） - 修道中學校（南千田西町） - 安田學園安田女子中學校（白島北町） |

小學

| 公立 - 廣島市立江波小學校（江波南） - 廣島市立神崎小學校（舟入中町） - 廣島市立千田小學校（東千田町） - 廣島市立竹屋小學校（鶴見町） - 廣島市立中島小學校（加古町） - 廣島市立幟町小學校（幟町） - 廣島市立白島小學校（西白島町） | - 廣島市立廣瀨小學校（廣瀬町） - 廣島市立袋町小學校（袋町） - 廣島市立舟入小学校（舟入南） - 廣島市立本川小學校（本川町） - 廣島市立基町小學校（基町） - 廣島市立吉島小學校（吉島西） - 廣島市立吉島東小學校（吉島東） |

私立
- 安田学園安田小学校（白島北町）
- 廣島三育學院小學校（竹屋町）

### 幼稚園及保育所
幼稚園

| 公立 - 廣島市立基町幼稚園（基町） | 私立 - 榮光幼稚園（江波西） - 流川幼稚園（上幟町） - 聖母幼稚園（幟町） - 廣島中央幼稚園（國泰寺町） - 廣島三育學院幼稚園（竹屋町） - 立花幼稚園（千田町） - 本川幼稚園（本川町） - 慈光幼稚園（吉島西） - 吉島幼稚園（光南） - 安田女子短期大學附屬幼稚園（白島北町） |

保育園

| 公立 - 廣島市立基町保育園（基町） - 廣島市立竹屋保育園（鶴見町） - 廣島市立吉島保育園（吉島西） - 廣島市立本川保育園（本川町） - 廣島市立神崎保育園（舟入本町） - 廣島市立舟入保育園（舟入南） - 廣島市立江波保育園（江波南） - 廣島市立江波第二保育園（江波東） | 私立 - 保育園揺籃（保育園ゆりかご）（大手町） - 中島保育園（中島町） - 千田保育園（千田町） - 報恩保育園（舟入幸町） - 路德保育所（鶴見町） - 廣島基督教青年會保育園（八丁堀） - 薰保育園（寺町） - 真和保育園（寺町） - 順正寺保育園（吉島新町） - 巴保育園（白島北町） |

### 特別支援學校
公立
- 廣島縣立廣島南特別支援學校（吉島東）

### 學校教育以外設施
公共職業能力開發設施
- 獨立行政法人高齡、障害、求職者雇用支援機構廣島支部
  - 廣島職業能力開發促進中心（光南）

## 國家機關
内閣府警察廳
- 中國管區警察局：警察廳管區警察局，負責指輝中國地方五個縣的縣警及廣域搜查的協調。
- 廣島拘置所
- 廣島刑務所

環境省
- 中國四國地方環境事務所廣島事務所

經濟產業省
- 中國經濟產業局
- 產業保安監督部中國四國産業保安監督部

厚生勞動省
- 中國四國厚生局廣島拘置所
- 廣島勞動局
  - 廣島中央勞動基準監督署
  - 廣島公共職業安定所

國土交通省
- 中國運輸局
- 中國地方整備局

氣象廳
- 中國地方預報區廣島地方氣象台

財務省
- 中國財務局

國稅廳
- 廣島國税局
  - 廣島東税務署

總務省
- 中國四國管區行政評價局
- 中國總合通信局

農林水產省
- 中國四國農政局廣島農政事務所

林野廳
- 近畿中國森林管理局廣島森林管理署

防衛省
- 中國四國防衛局

自衛隊
- 自衛隊廣島地方協力本部

法務省
- 廣島法務局

檢察廳 (日本)
- 廣島高等檢察廳
- 廣島地方檢察廳
- 廣島區檢察廳

出入國在留管理廳
- 廣島出入國在留管理局

## 法院

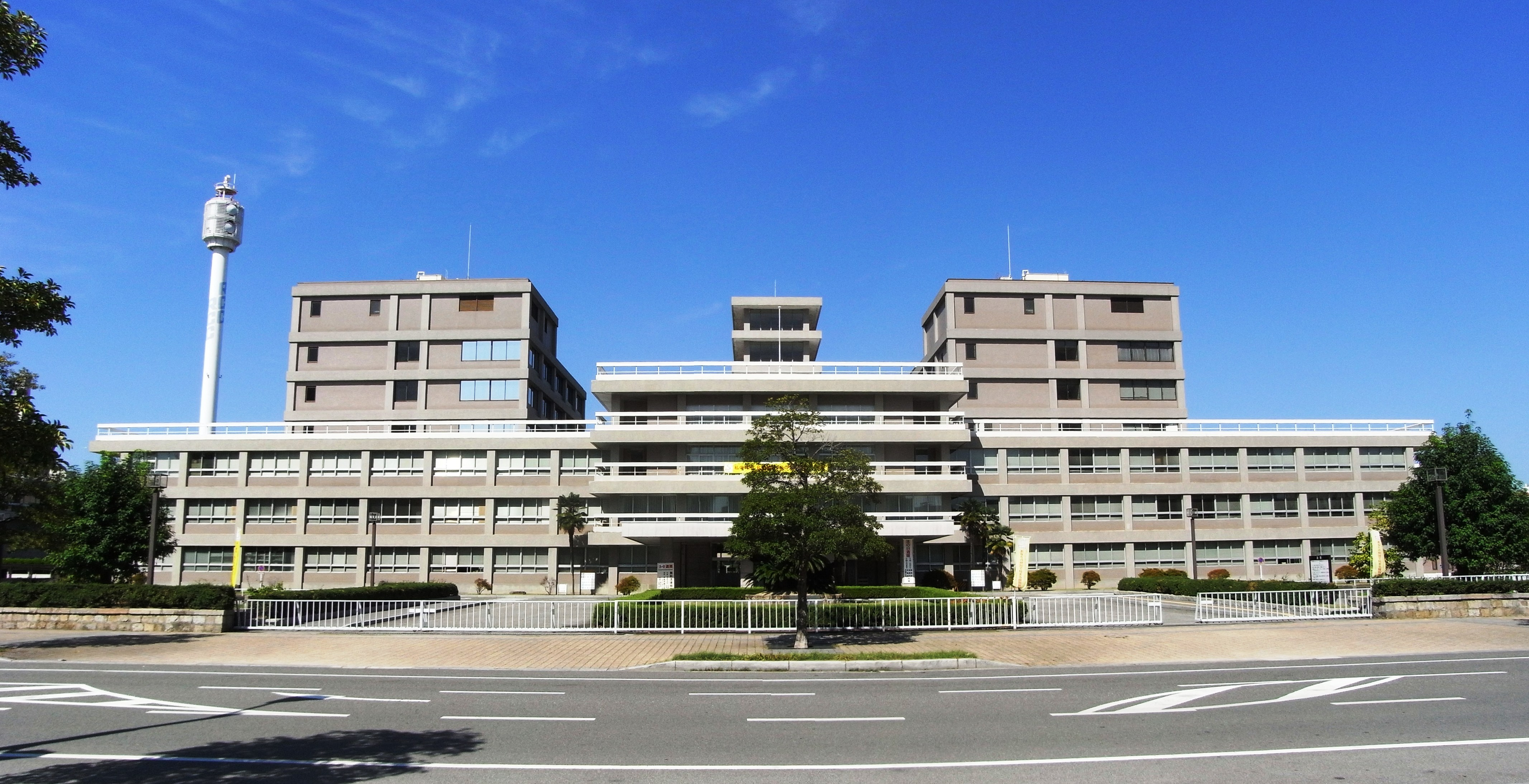
廣島的高等裁判所及地方裁判所聯合建築

中區為廣島高等裁判所駐在地，轄區為鳥取縣、島根縣、岡山縣、廣島縣、山口縣等5個縣並受理廣島縣及山口縣地區地方裁判所的上訴案件，區內並設有廣島地方裁判所、廣島簡易裁判所以及專責家事事件的廣島家庭裁判所等法院。

## 設施

### 行政
- 廣島縣廳
- 廣島市役所
- 廣島市中區役所：中區役所位在廣島市役所建築北側。
- 廣島地方合同廳舍：廣島國税局、廣島法務局、中国財務局、中國運輸局、中國地方整備局
- 廣島地方法務合同廳舍：廣島高等檢察廳、廣島地方檢察廳、廣島區檢察廳
- 廣島市中環境事業所

### 警察
本部
- 廣島縣警察（基町）：管轄廣島縣全境。

警察署
- 廣島中央警察署（基町）：管轄廣島市中區和西區的部分地區，下轄13個交番和1個警備派出所。
- 廣島東警察署（富士見町）：管轄廣島市東區及安藝郡府中町全境，以及廣島市中區和南區的部分地區，下轄14個交番。

### 消防
本部
- 廣島市消防局（大手町）

消防署
- 廣島市中消防署（大手町）：下轄白島、基町、江波3個出張所

### 醫療
主要醫院
- 廣島市立廣島市民醫院
- 廣島市立舟入市民醫院
- 廣島赤十字原爆醫院
- 廣島市醫師會千田町夜間疾病中心
- 島遞信醫院
- 廣島紀念醫院
- 吉島病院
- 中電醫院

### 郵局
郵遞區號如下：
- 廣島中央郵便局：730-00xx、730-08xx、730-85xx、730-86xx、730-87xx、732-00xx、732-85xx、732-86xx、732-87xx（除了732-8501、8511、8564 - 8566、8568、8765）

主要郵局
- 廣島中央郵便局
- 廣島胡町郵便局
- 廣島白島郵便局
- 廣島中郵便局

## 藝文中心
圖書館
- 廣島市立圖書館
  - 廣島市立中央圖書館
    - 廣島市映像文化圖書館

  - 廣島市立中區圖書館
  - 廣島市立兒童圖書館
- 廣島縣立圖書館

公文書館
- 廣島市公文書館
- 廣島縣立文書館

科學館
- 廣島市兒童文化科學館
- 廣島市江波山氣象館

劇場及廳院（1000人以上）
- 廣島市文化交流會館（2001席）
- 廣島縣立文化藝術館（1730席）
- 廣島國際會議場鳳凰廳（1504席）
- 阿斯特爾廣場（1204席）

美術館
- 廣島美術館
- 廣島縣立美術館

資料館
- 廣島和平紀念資料館

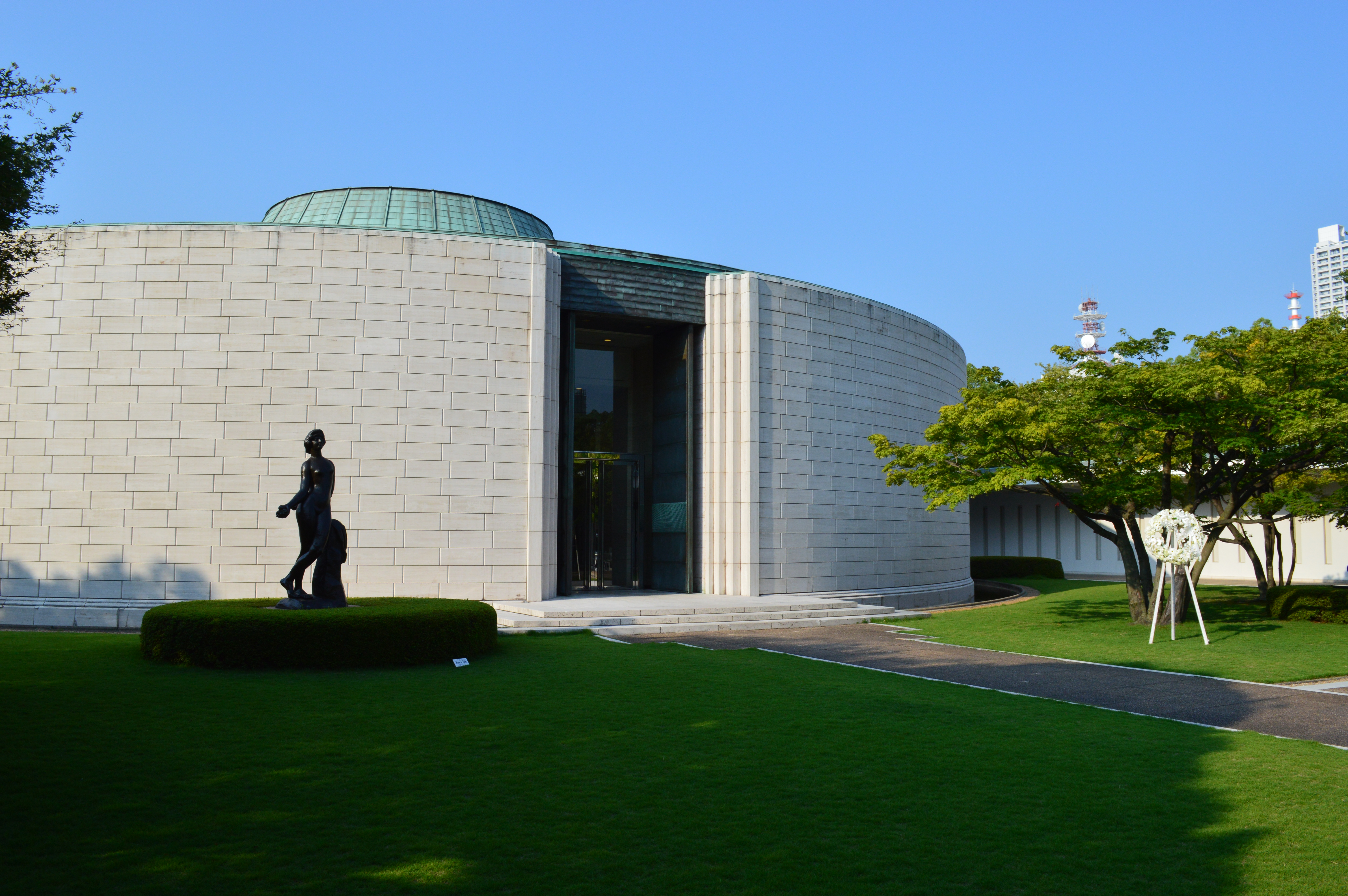
廣島美術館

- 國立廣島原爆死殁者追悼和平祈念館
- 廣島遞信醫院舊外来棟被爆資料室
- 廣島城天守閣

## 公園
- 江波山公園
- 江波皿山公園
- 東千田公園（由廣島大學遷移至東廣島市所驣出之空地所興建，內有被爆建築物廣島大學舊理學部1號館）
- 千田公園（廣島大學工學部舊址）
- 廣島市中央公園
- 廣島和平紀念公園

## 交通

### 鐵路
西日本旅客鐵道（JR西日本）
- 山陽本線：新白島

廣島電鐵（廣電）

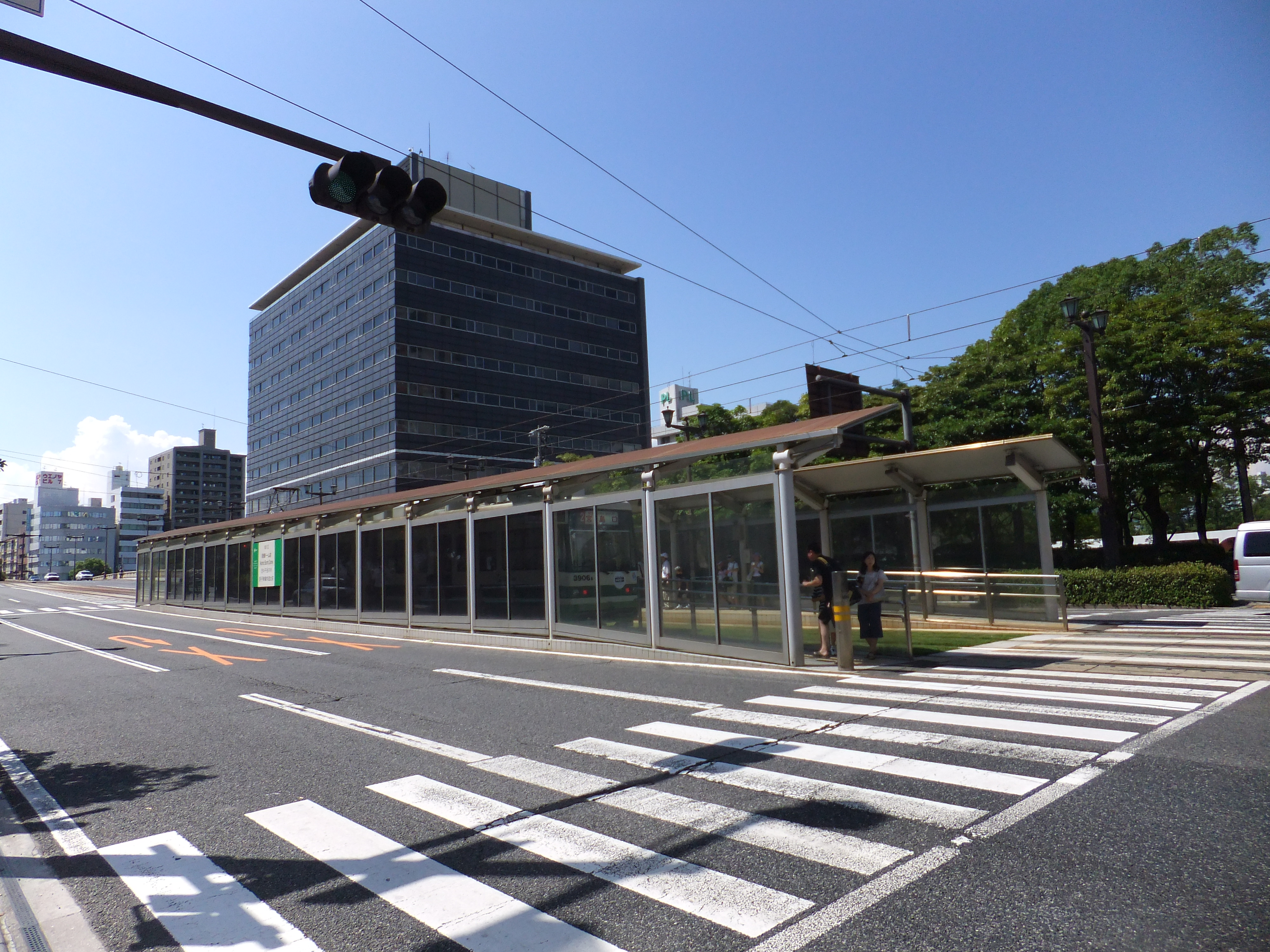
原子彈爆炸遺址前停留場

- 本線：銀山町－胡町－八丁堀－立町－紙屋町－原子彈爆炸遺址前－本川町－十日市町－土橋－小網町
- 江波線：土橋－舟入町－舟入本町－舟入幸町－舟入川口町－舟入南－江波
- 橫川線：十日市町－寺町－別院前
- 白島線：八丁堀－女學院前－縮景園前－家庭裁判所前－白島
- 宇品線：紙屋町－本通－袋町－中電前－市役所前－鷹野橋－日赤醫院前－廣電本社前－御幸橋

廣島高速交通

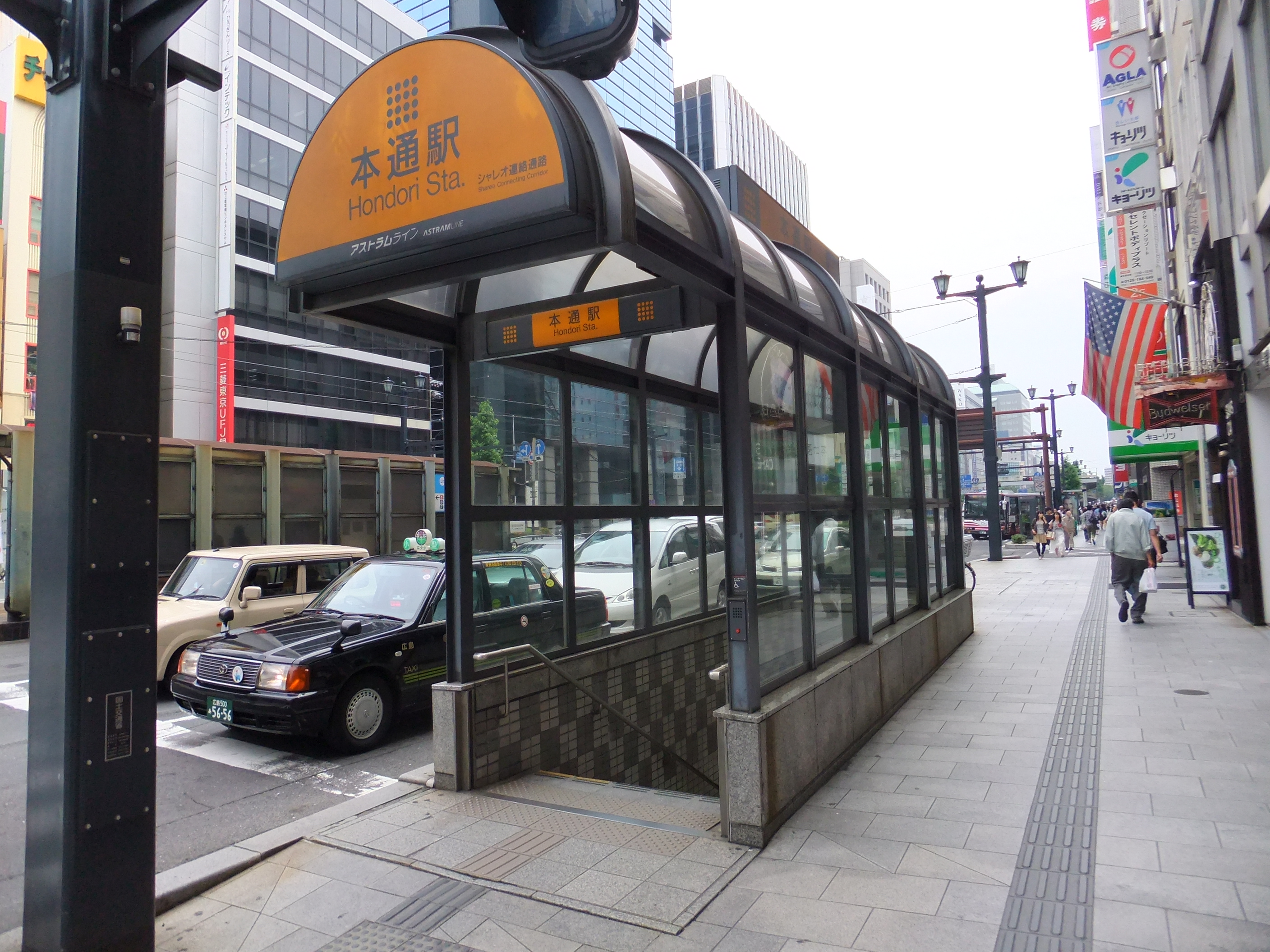
本通車站西出入口

- 廣島新交通1號線（HRT）：本通－縣廳前－城北－新白島－白島

### 巴士
許多郊區路線和高速巴士皆有停靠位在基町的廣島巴士中心，而市區內大部分的路線都有經過紙屋町及八丁堀。

#### 路線巴士
- 廣島巴士
- 廣電巴士
- 廣島交通
- 中國JR巴士
- 第一交通

### 道路
高速道路
- 廣島高速道路
  - 廣島高速3號線（廣島南道路）：吉島－江波（預定設置）

國道
- 國道2號
- 國道54號
- 國道183號

縣道
- 廣島縣道37號廣島三次線
- 廣島縣道84號東海田廣島線
- 廣島縣道164號廣島海田線
- 廣島縣道243號廣島港線
- 廣島縣道265號伴廣島線

主要市道
- 廣島市道橫川江波線
- 平和大通り（廣島市道比治山庚午線）：毎年5月3日至5月5日廣島花卉節於廣島和平紀念公園及平和大通舉辦。
- 廣島市道中島吉島線
- 廣島市道驛前吉島線
- 廣島市道驛前觀音線
- 廣島市道霞庚午線
- 廣島市道吉島觀音線
- 廣島市道中廣宇品線
- 廣島市道天滿矢賀線
- 廣島市道御幸橋三篠線（白島通、中央通、御幸橋西詰通）

### 橋梁
| 區內聯絡 - 舊太田川 - 空鞘橋 - 相生橋 - 本川橋 - 西平和大橋 - 中島神崎橋 - 新住吉橋 - 住吉橋 - 舟入橋 - 吉島橋 - 元安川 - 元安橋 - 平和大橋 - 萬代橋 - 新明治橋 - 明治橋 - 南大橋 - 南千田橋 - 江波地區 - 江波橋 | 中區－西區 - 舊太田川 - 北大橋 - 三篠橋 - 天滿川 - 橫川橋 - 横川新橋 - 中廣大橋 - 廣瀨橋 - 天滿橋 - 廣電天滿橋 - 綠大橋 - 觀船橋 - 新觀音橋 - 南觀音橋 - 昭和大橋 | 中區－南區 - 京橋川 - 常盤橋 - 榮橋 - 上柳橋 - 京橋 - 稻荷大橋 - 柳橋 - 東廣島橋 - 鶴見橋 - 比治山橋 - 平野橋 - 御幸橋 - 宇品橋 - 元安川・京橋川 - 元安川大橋 中區－東區 - 京橋川 - 工兵橋 - 牛田大橋 - 神田橋 |

### 港口
- 廣島港
  - 廣島遊船公園：位於吉島南方水面的貯木場舊址，已因“港區綠洲廣島（みなとオアシス広島）”建設成為廣島港的一部份[3]。

## 中區出身的名人

### 政治、經濟、軍事、其他
| - 加藤友三郎（第21任內閣總理大臣） - 賀屋興宣（眾議院議員） - 河井克行（眾議院議員） - 中村是公（東京市長） - 松田元（企業家） - 松田耕平（企業家） - 森本弘道（實業家） | - 景山崇人（實業家） - 田口謙吉（實業家） - 長崎英造（實業家） - 藤村哲哉（實業家） - 谷口尚真（海軍大將） - 岡部直三郎（陸軍大將） |

### 學術、文化、藝術
| - 坂村徹（遺傳學者） - 原田實（歴史學者） - 清宮博（電氣工学者） - 下瀨雅允（化學工學者） - 岡崎令治（分子生物學者） - 星野良悦（蘭學者） - 島田洋七（作家） - 下田次郎（女性教育家） - 長谷部恭男（憲法學者） - 鈴木三重吉（兒童文學家） | - 畑耕一（小說家） - 原民喜（小說家） - 阿川弘之（小說家） - 中澤啓治（漫畫家） - 近藤宮子（作詞家） - 土井裕泰（劇場總監） - 藤井克彥（電影導演） - 田邊雅章（映像作家） - 白井戰太郎（編劇家） |

### 文藝、宣傳媒體
| - 奧菜惠（女演員） - 相澤紗世（女演員） - 櫻緋紗子（女演員） - 杉村春子（女演員） - 月丘夢路（女演員） - 水原玲子（女演員） - 森下洋子（芭蕾舞者） - 田中里奈（女模特兒） - 上田愛美（電視藝人） - 緒方加奈子（電視藝人） | - 安部太（吉他手） - 隼秀人（男演員） - 梅蒂斯（女歌手） - 瀏上里奈（女歌手） - 宍戶留美（女歌手） - 平幹二朗（男演員） - 原田真二（創作歌手） - 原田泰造（搞笑藝人） - 豐嶋彌左衛門（能樂師） |

### 體育
| - 中田翔（職業棒球選手） - 新井貴浩（職業棒球選手） - 今井金太（職業棒球選手） - 田部武雄（職業棒球選手） - 山崎隆造（職業棒球選手） - 應武篤良（職業棒球選手） - 錢村健一郎（職業棒球選手） | - 長沼健（職業足球選手） - 今西和男（職業足球選手） - 下村幸男（職業足球選手） - 西河翔吾（職業足球選手） - 藤田明（職業游泳及水球選手） - 內藤克俊（職業摔跤選手） |